# Бруклінський музей
Бруклінський музей (англ. Brooklyn Museum) — один з найбільших і найстаріших художніх музеїв Північної Америки.

## Загальні відомості
Зібрання музею налічує більше півтора мільйонів експонатів, від шедеврів стародавнього Єгипту до творів сучасного мистецтва. Бруклінський музей є однією з визначних пам'яток архітектури Нью-Йорка. Музей розташований в будівлі стилю боз-ар, в районі Краун-Гайтс у центрі Брукліна. Площа музею: 52 000 кв.м. Щорічно музей відвідують близько 500 тисяч осіб. Споруда музею входить складовою частиною до ансамблю, де також Бруклінський ботанічний сад, Парк авеню, Авеню Зоопарк.

## Історія
Історію створення Бруклінського музею починають з 1823 р., коли Август Брем заснував Бруклінську бібліотеку. 1841 р. Бруклінська бібліотека була переведена у приміщення Бруклінського ліцею. Обидва окремі заклади були поєднані у один 1843 р. з метою створення Бруклінського інституту, котрий почав функціонувати ще як і художній заклад з власними виставками живопису і скульптури та публічними лекціями різної тематики. 1890 р. директор інституту Франклін Гупер сприяв заснуванню Бруклінського закладу наук і мистецтв з музеєм. Музей як складова частина Бруклінського інституту був відкритий для відвідин 1897 року. До 1970-х років створений тут музей був лише одним з підрозділів Бруклінського інституту.
Лише у 1970-ті рр. інститут був реорганізований, а його відділки отримали самостійність. Виникли:
- Бруклінський музей
- Бруклінська академія музики
- Бруклінський ботанічний сад
- Бруклінський музей дитинства тощо.

І раніше Бруклін як місто відрізнявся помітною самостійністю і відокремленістю від Нью-Йорка. Бруклін був приєднаний до мегаполіса Нью-Йорка як лише один із його районів, але зберігає помітну автономію і відокремленість досі.

## Головна споруда і колекції

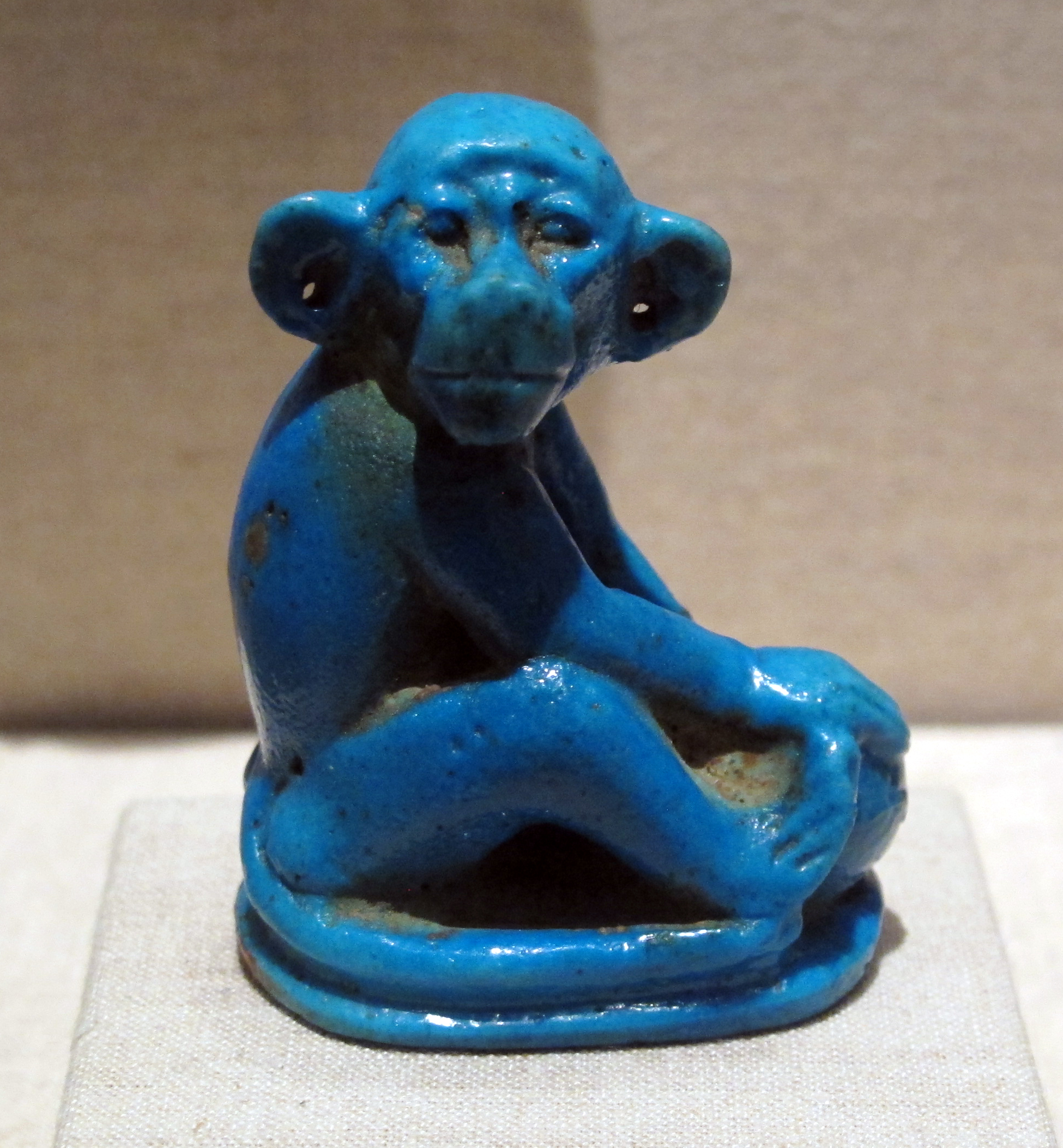
Анонім зі Стародавнього Єгипту. Фаянсова мавпа, амарнський період, 1352-1336 рр. до н.е.

Величезна споруда музею була вибудована 1885 року архітектурним бюро McKim, Mead, and White у ситлі неокласицизму. Для публіки музей було відкрито 1887 року. Будівля Бруклінського музею мала стати найбільшим музейним приміщенням у світі, проте до сьогодні завершено лише одну п'яту із запланованих музейних площ. Алегоричні фігури Бруклін (праворуч) та Манхеттен (ліворуч від портика) були створені 1916 року американським скульптором Деніеолом Честером Френчем (1850-1931). Спочатку фонди музею складалися з природничої та етнографічної колекцій та зібрання живопису. 1916 року єгиптолог Чарльз Вільбур подарував музею велику колекцію єгипетських старожитностей. На початок 21 ст.  давньоєгипетська колекція музею вважається однією з найбільших у світі, але на початок 21 ст. поступається якістю колекціям давньоєгипетського мистецтва у Музеї мистецтва Метрополітен.

## Архітектурні фрагменти міста Нью-Йорк
Дещо незвичною колекцією Бруклінського музею є архітектурні фрагменти міста Нью-Йорк. В період дикого капіталізму Нью-Йорк шалено збільшувався і швидко поглинав навколишні містечка, селища і поселення. Процес поглинання супроводжувався спекуляцією земельними ділянками, перепродажем житлових будинків тощо. Нові володарі історичної забудови швидко руйнували її, не рахуючись з мистецькою вартістю як окремих споруд, так і мистецькою вартістю окремих архітектурних деталей. Рештки поруйнованого вивозили на смітники. Бруклінський музей створив відділ, що почав збирати і вивозити окремі архітектурні деталі майже з усіх районів Нью-Йорка — рельєфи, скульптури тощо. Так, широко відомі алегоричні скульптури «Бруклін» і «Манхеттен» 1916 року, котрі колись прикрашали пілони Манхеттенського мосту, були вивезені в музей саме з міркувань їх рятування від нищення.

## Скандальна виставка
1988 року тут було вперше у світі публічно показано картину Гюстава Курбе Походження світу (L'Origine du monde). Під час виставки «Сенсація: Молоді британські митці з колекції Саатчі», що проходила 1999 року, стався публічний скандал. Тодішній мер Нью-Йорка Рудольф Джуліані назвав один з показаних творів «хворобливим» й поставив вимогу вилучити його з виставки, а також скасував 7,2 млг доларів щорічної субвенції музею. Проте керівництво музею не послухало Джуліані, а суд визнав скасування субвенції невиправданим, оскільки побачив у цій дії мера зазіхання на свободу мистецтва (див.: Перша поправка до Конституції США). Протягом 2003–2004 років під орудою архітектора Джеймса Польшека пройшла реконструкція музею, яка обійшлася в 60 млн доларів. Було проведено реконструкцію багатьох приміщень, а при вході до музею споруджено скляний павільйон. На площі перед музеєм каліфорнійське бюро дизайну Вет спорудило фонтан «Водяний балет».

## Фонди

### Давньоєгипетське мистецтво

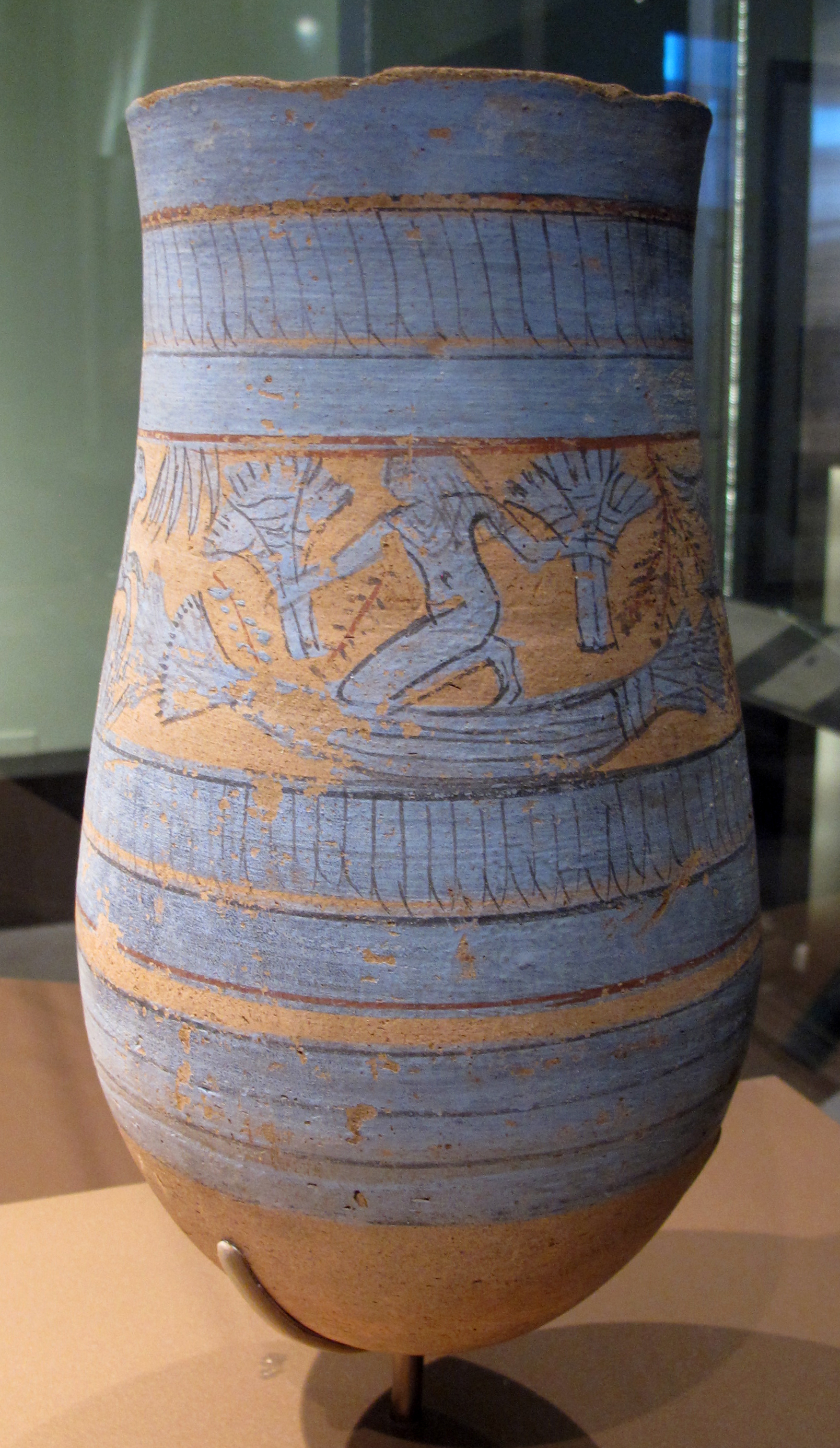
Керамічна ваза з човном, 18 династія, 1390-1352 рр. до н.е. Бруклінський музе

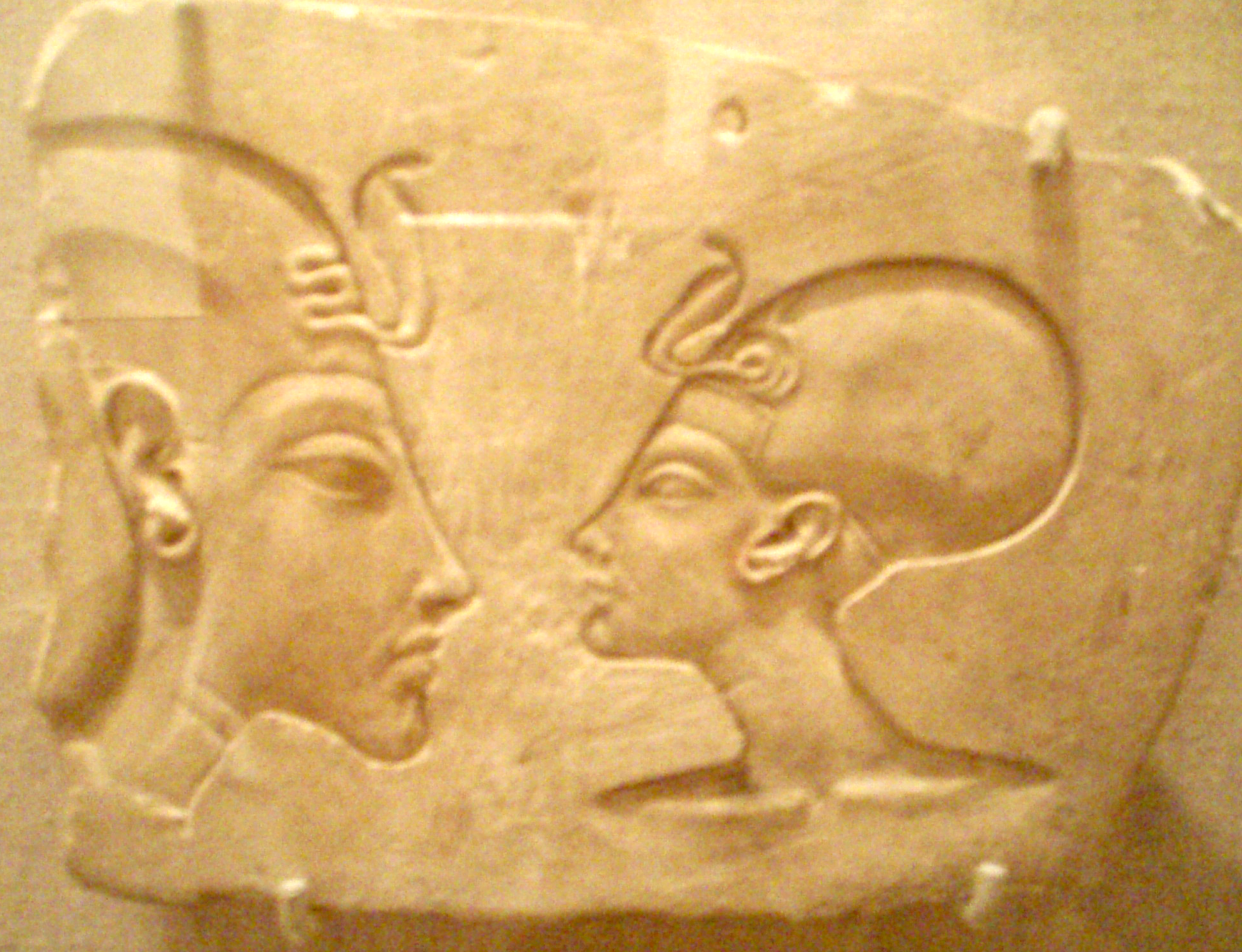
«Фараон з дружиною». Портретний рельєф амарнського періоду
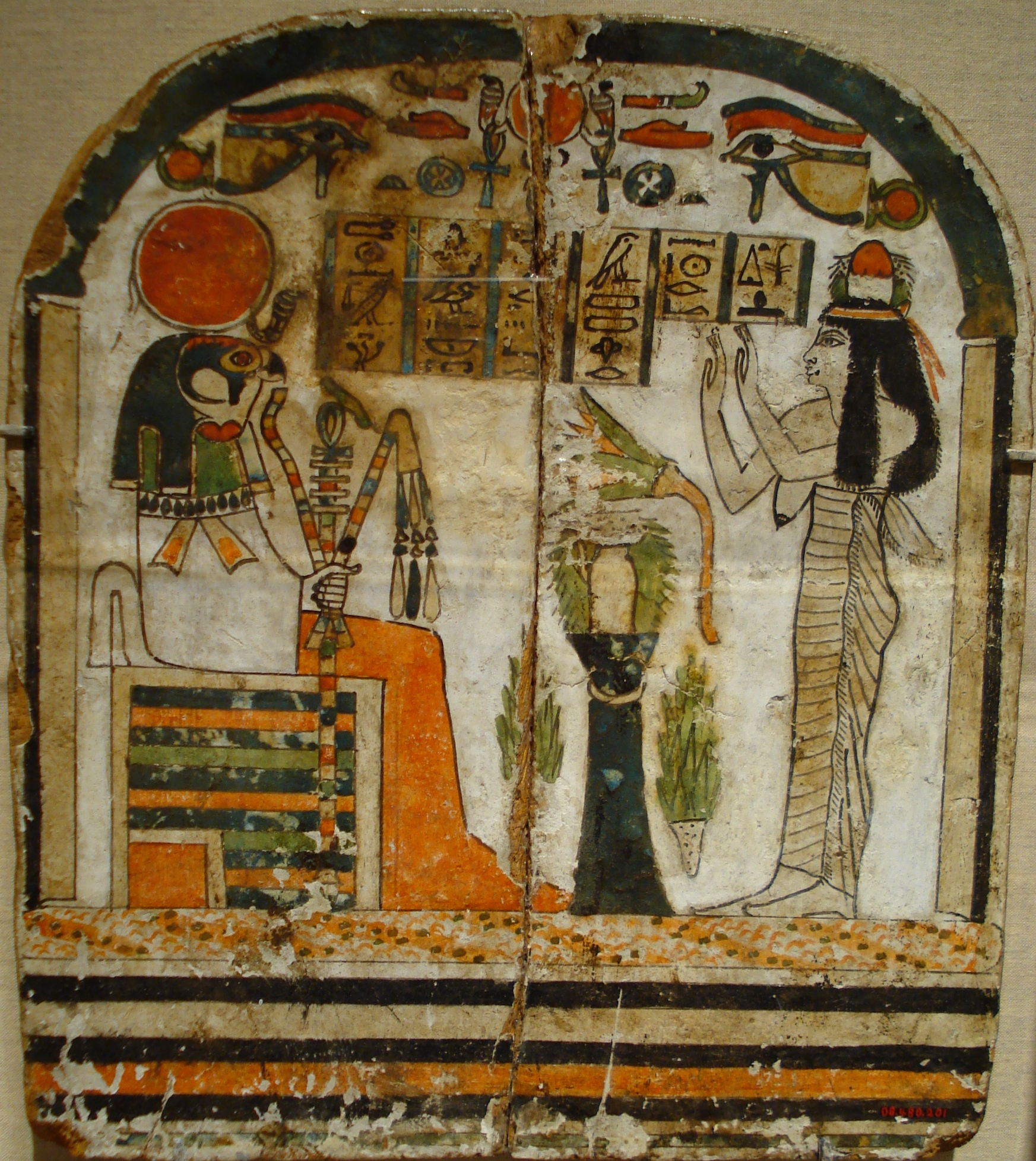
Стела Такенемет, що вітає бога Осириса, ґрунт на деревині з кольоровим малюнком, 15 династія, до 653 до н. е., Фіви (?)
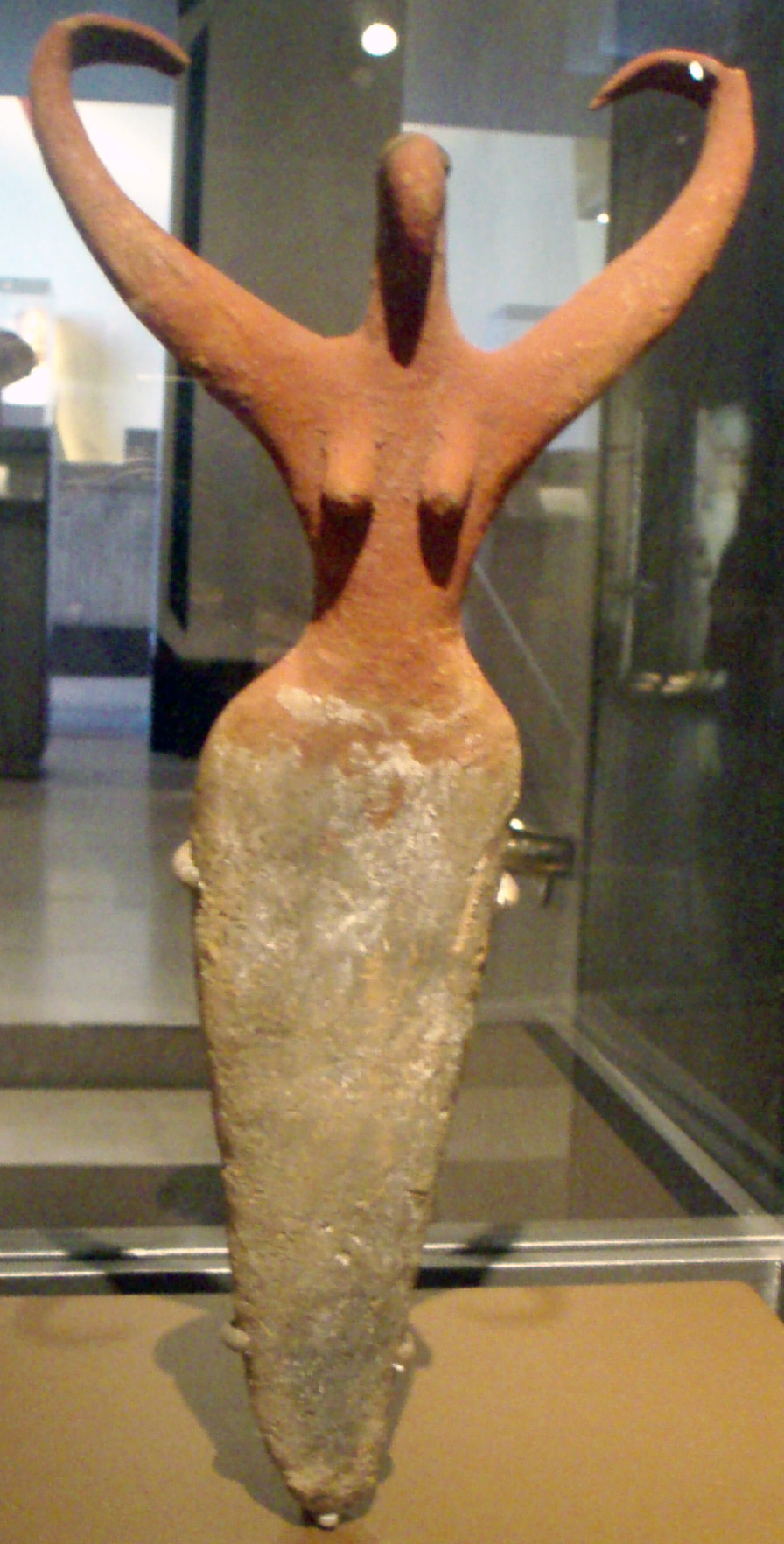
«Жінка-птаха», кераміка, додинастична жіноча скульптура.
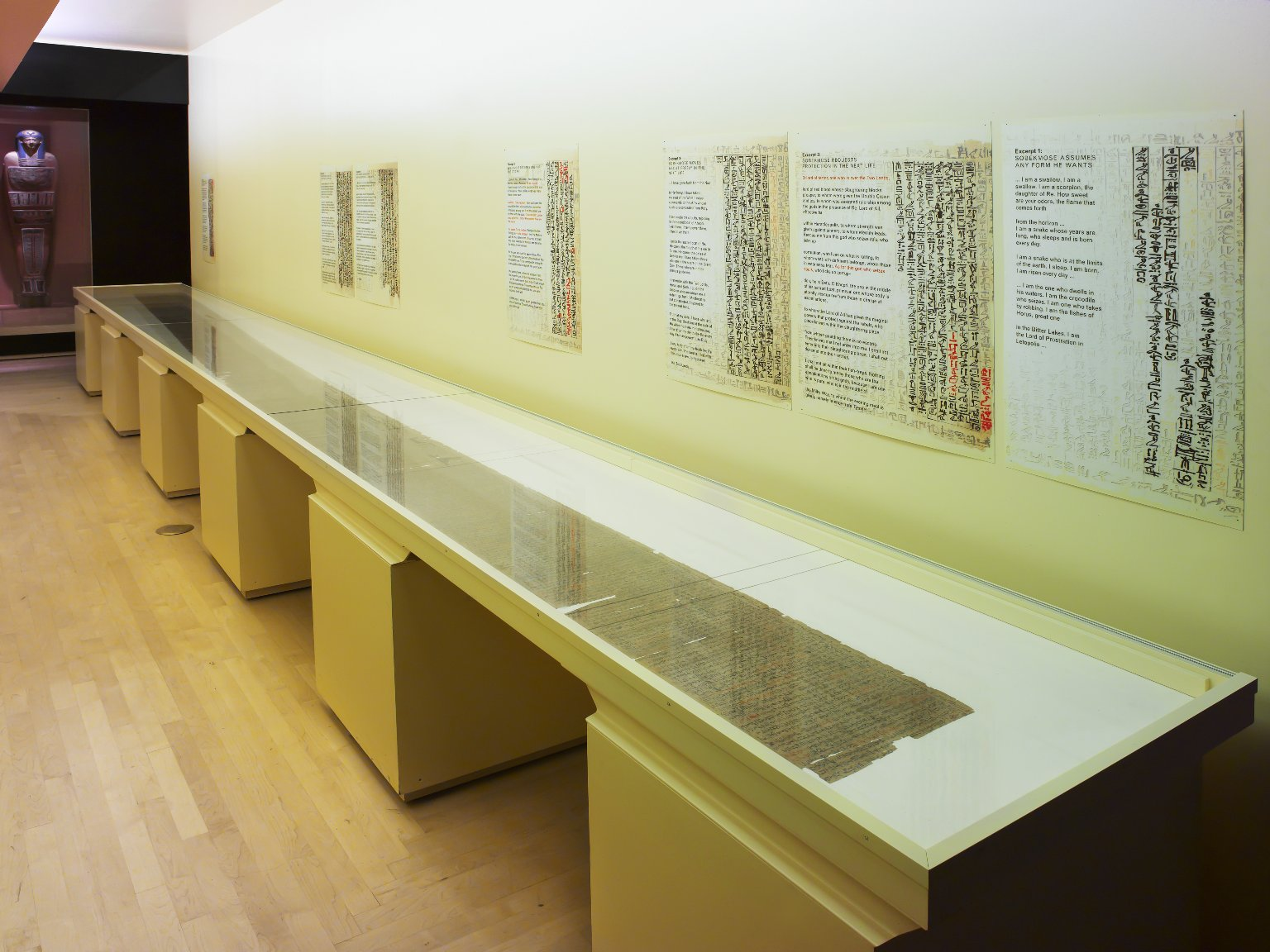
Книга смерті, 31.1777e
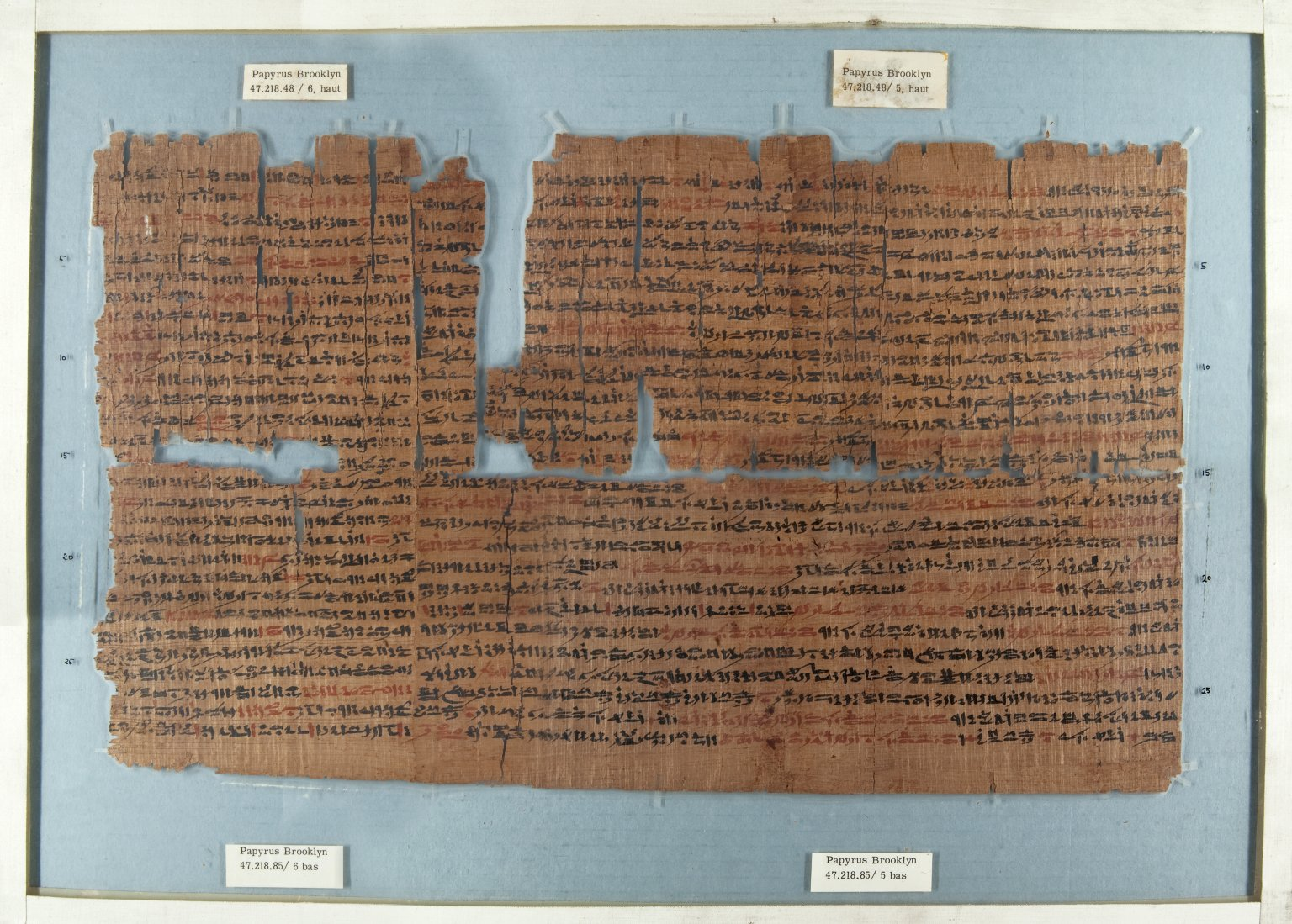
Бруклінський папірус 664-332 до н. е.
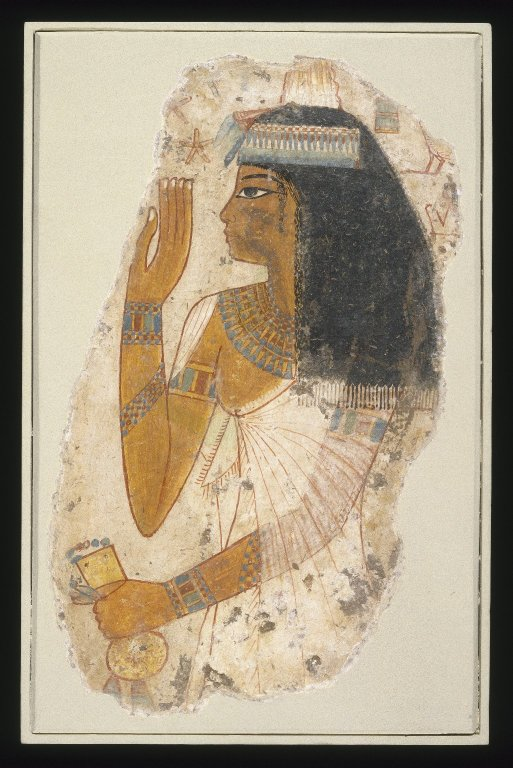
Пані Тьєпу, 18-та династія нового царства, Аменхотеп III бл. 1390-1352 до н. е., з могили № 181 у Фівах, 65.197
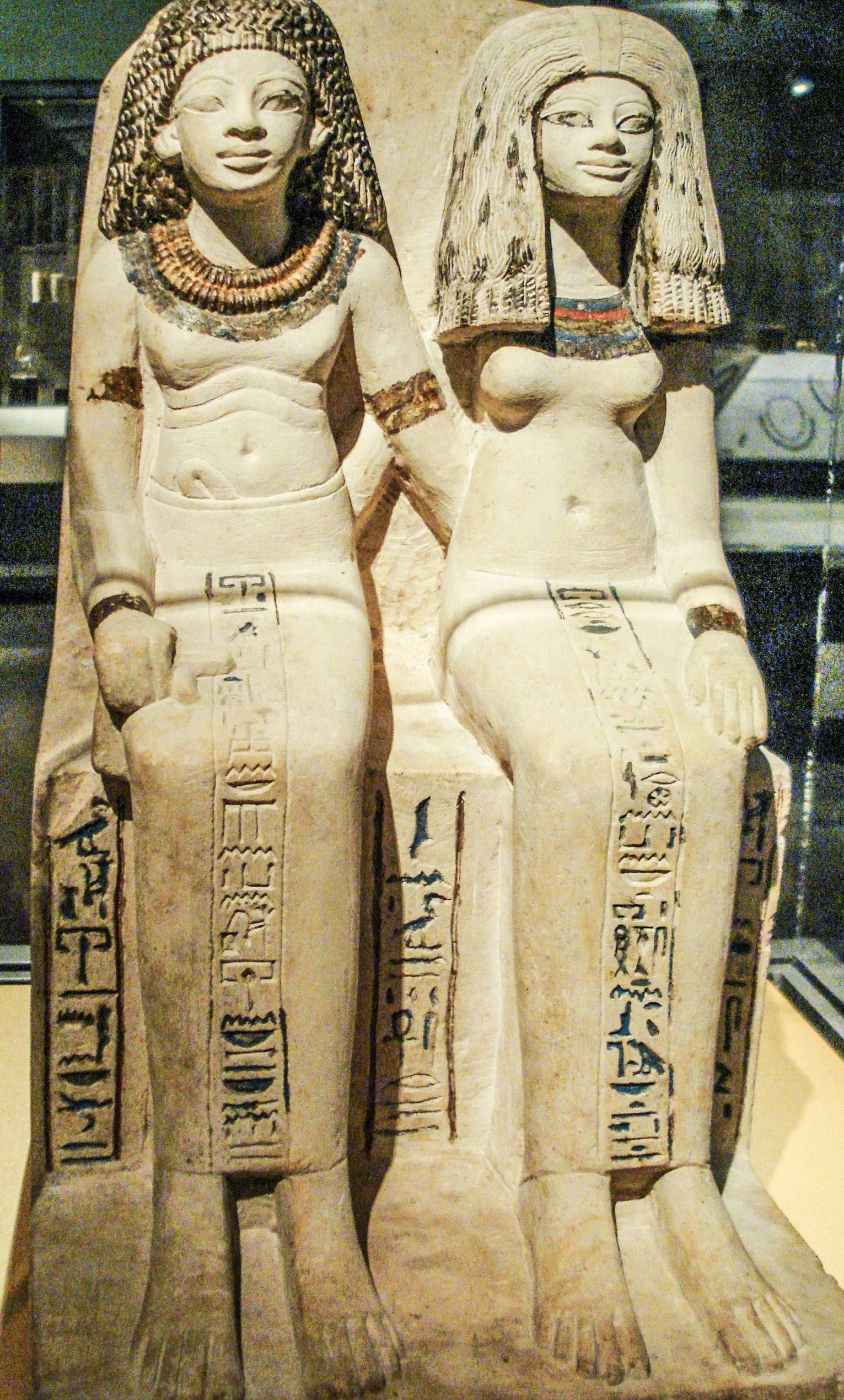
Парна статуя чоловіка і дружини Небсена та Небсен-Та, 18-та династія нового царства, Тутмос IV або Аменхотеп III, бл. 1400-1352 до н. е.
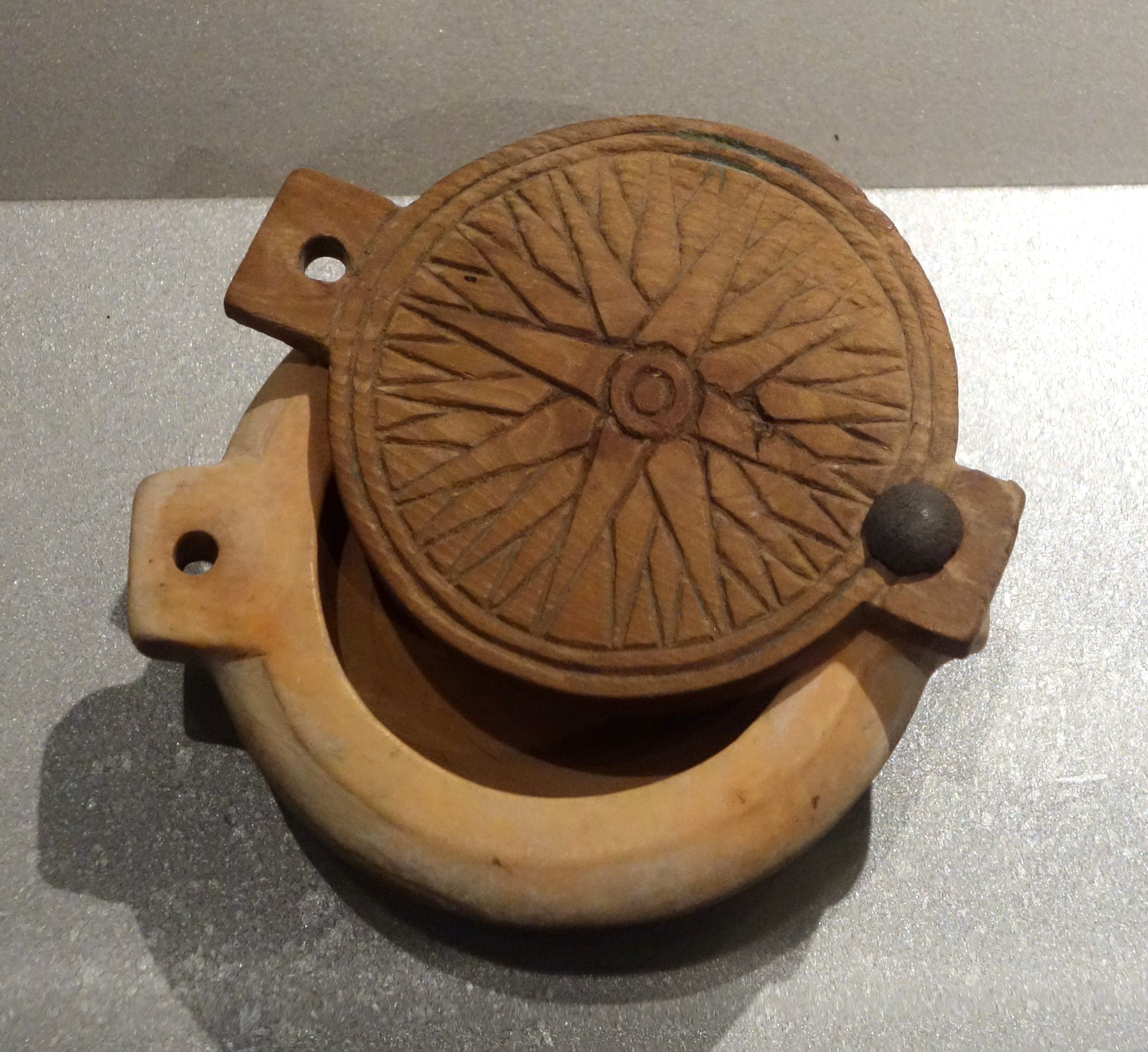
Круглий флакон для косметики з кришкою, Нове царство, 18 династія.
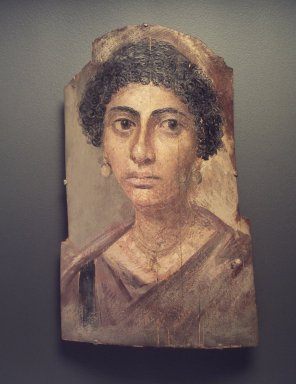
Жіночий портрет (Фаюмський портрет-62)
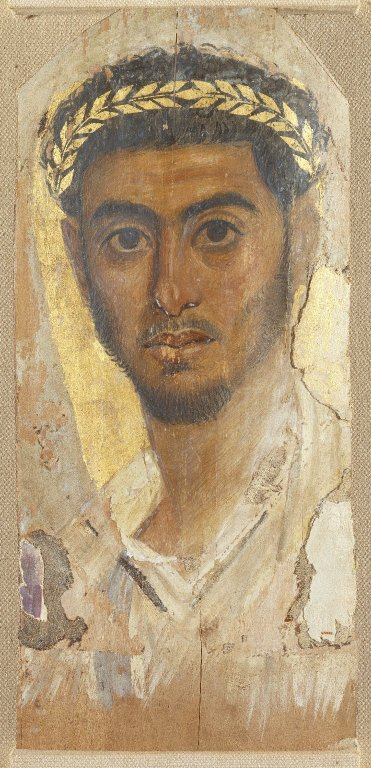
Портрет невідомого в золотому вінку ( Фаюмський портрет )

### Живопис Сполучених Штатів

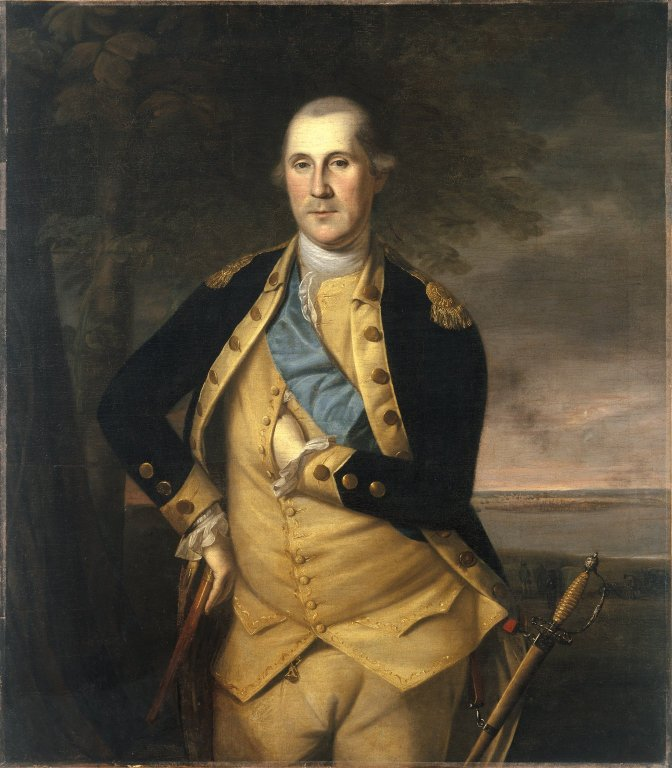
Чарлз Вілсон Піл, Джордж Вашингтон, бл. 1776
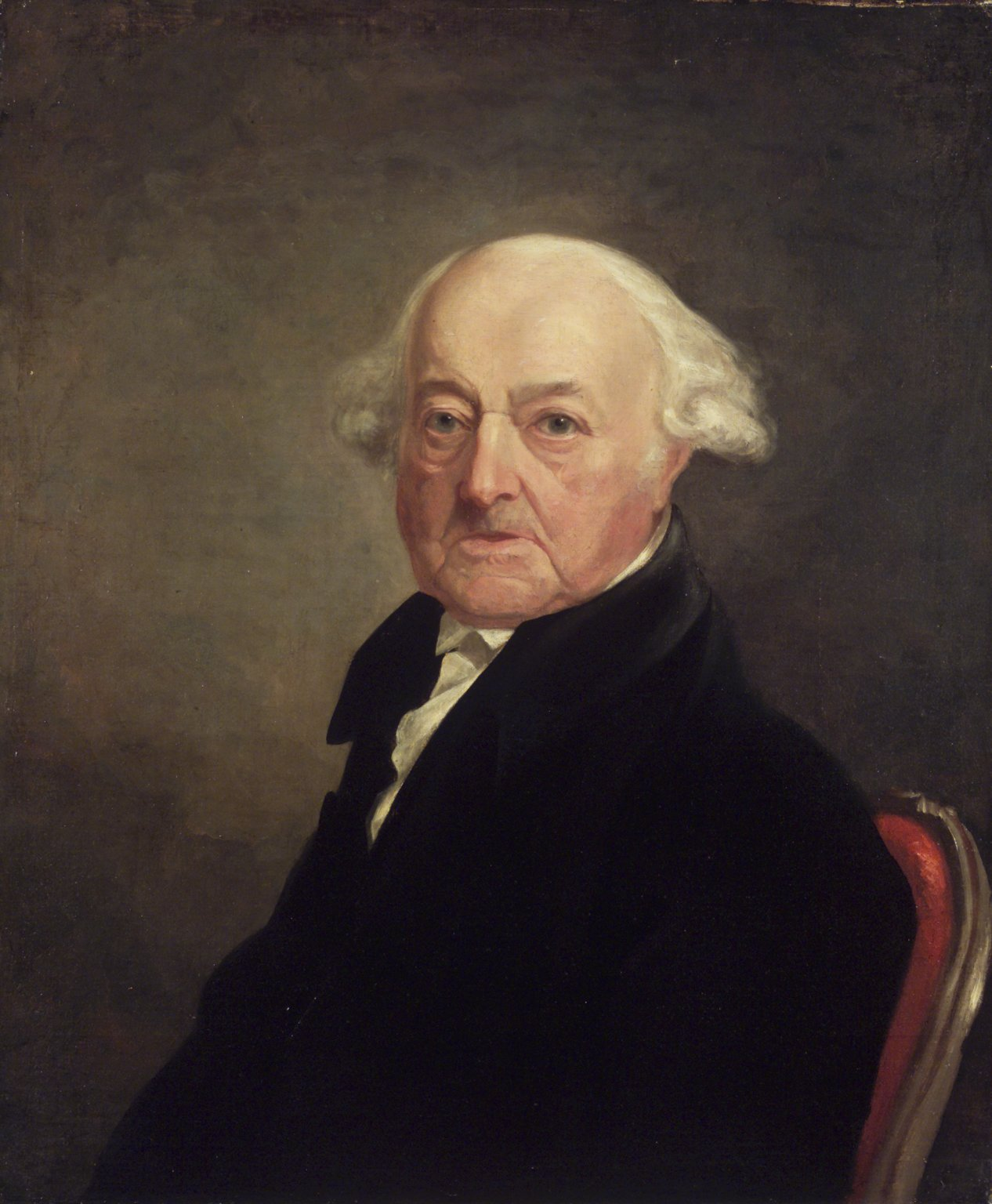
Семюел Фінлі Бріз Морзе, Портрет Джона Адамса, 1816
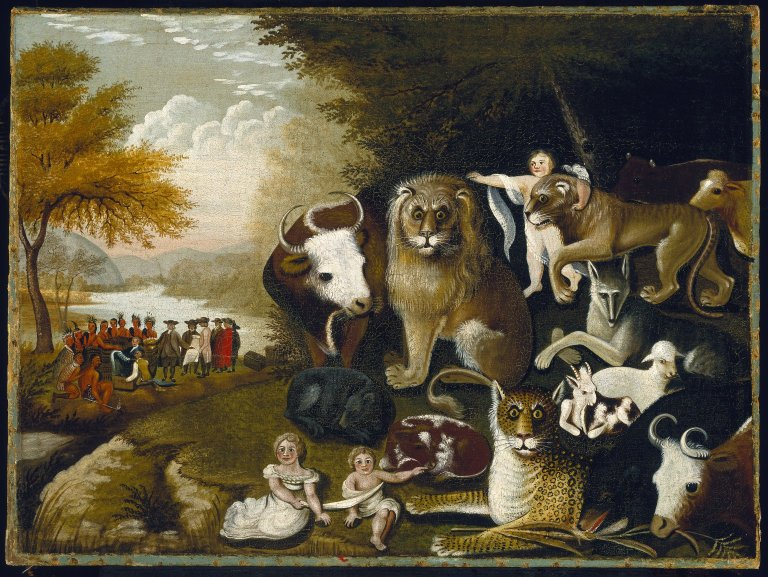
Едвард Гікс, Мирне королівство, бл. 1830-1840
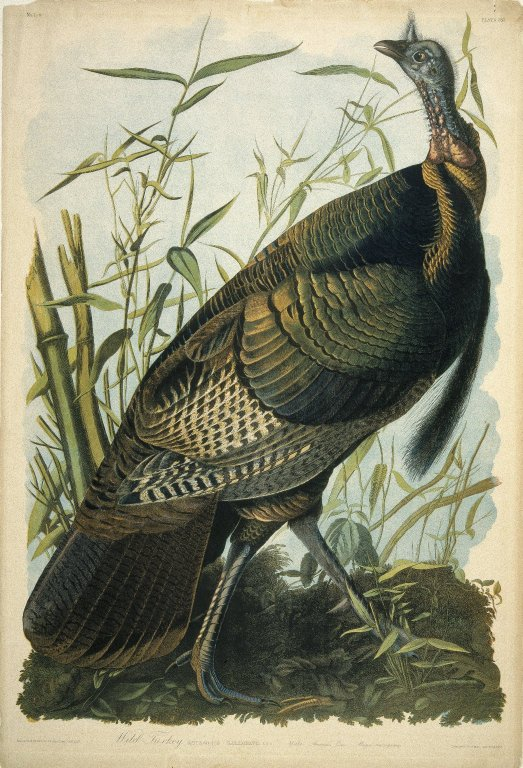
Джон Джеймс Одюбон, Дикий індик, літографія, бл. 1861
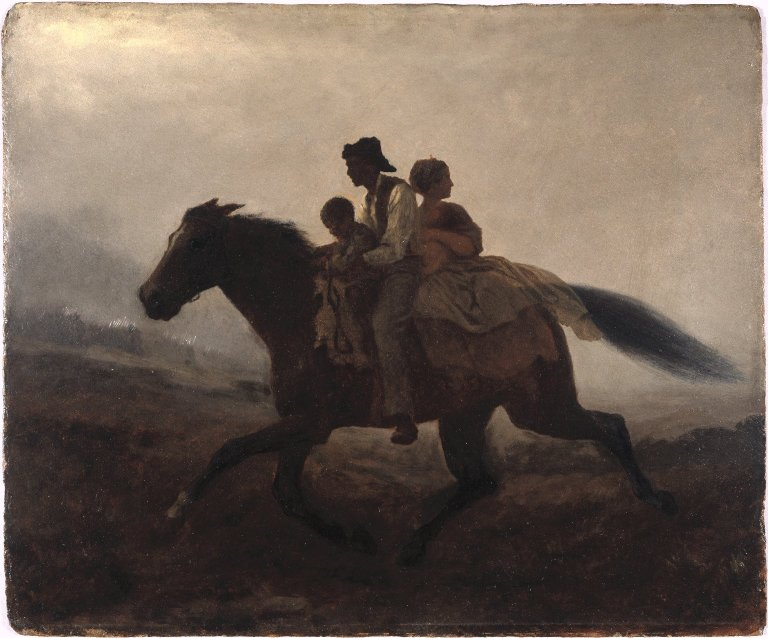
Істмен Джонсон, Раби, що тікають, c. 1862
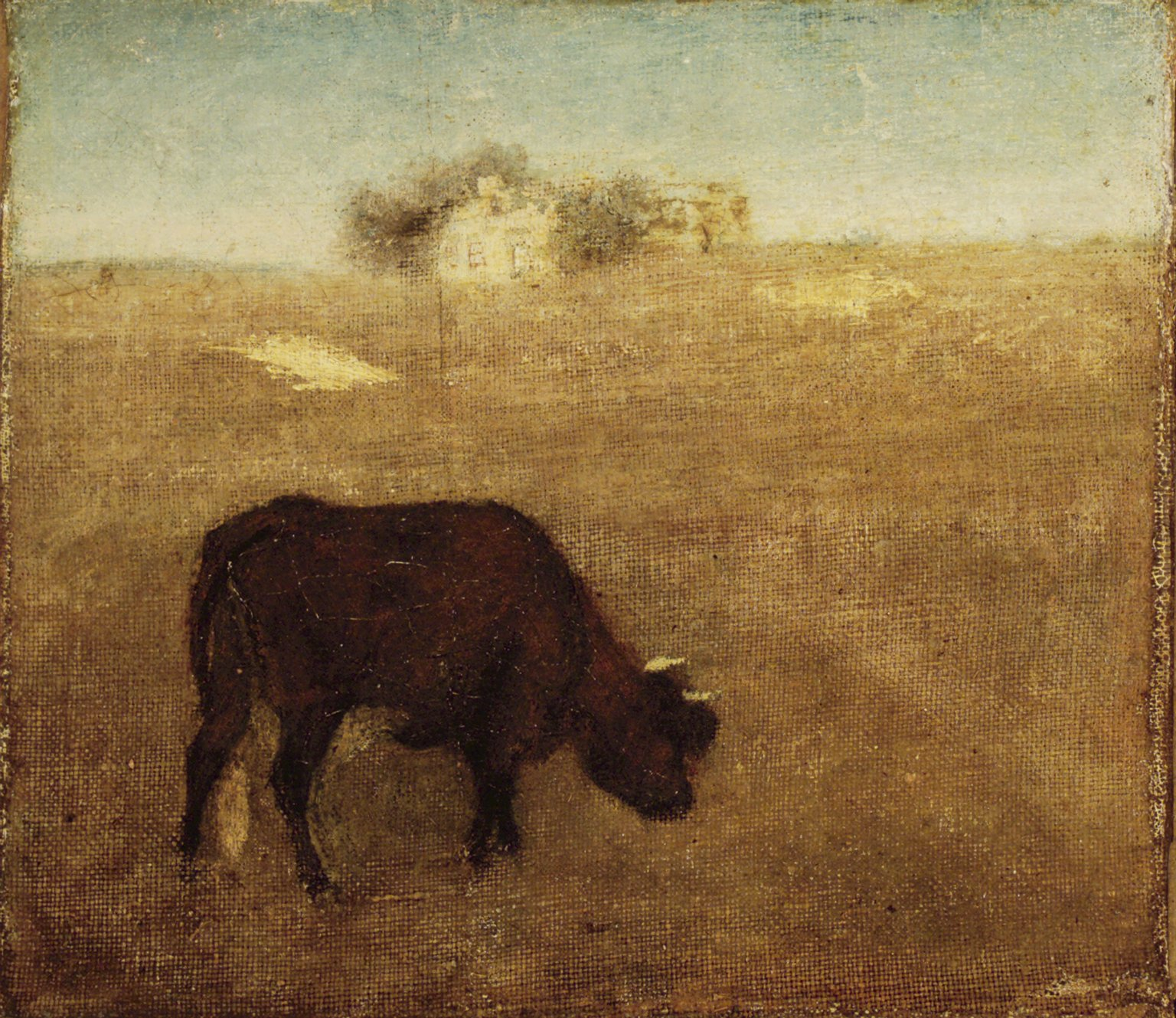
Альберт Пінкхем Райдер, Вечірня заграва та червона корова, 1870-1875
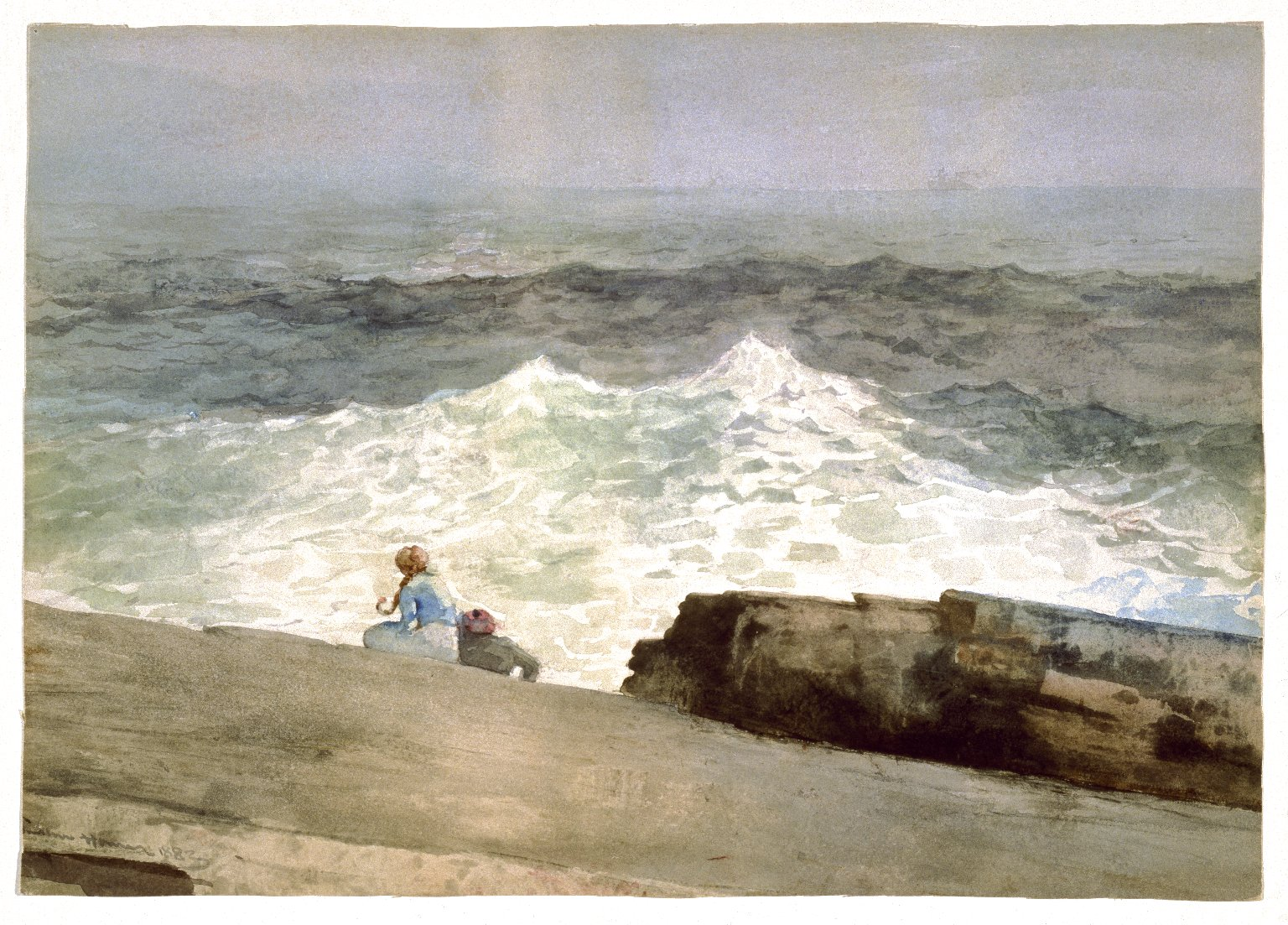
Вінслов Гомер, Північно-східне узбережжя, c. 1883
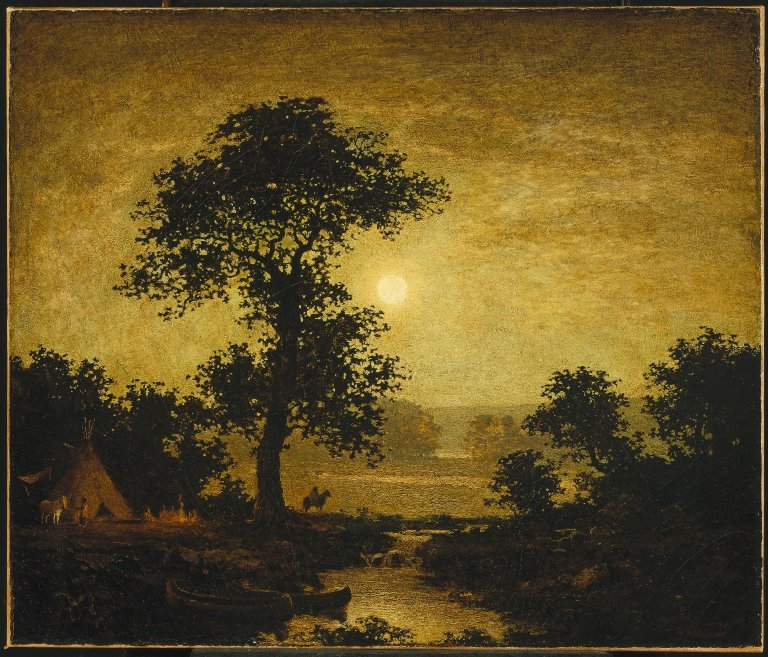
Ральф Альберт Блейклок, Місячне сяйво, 1885.
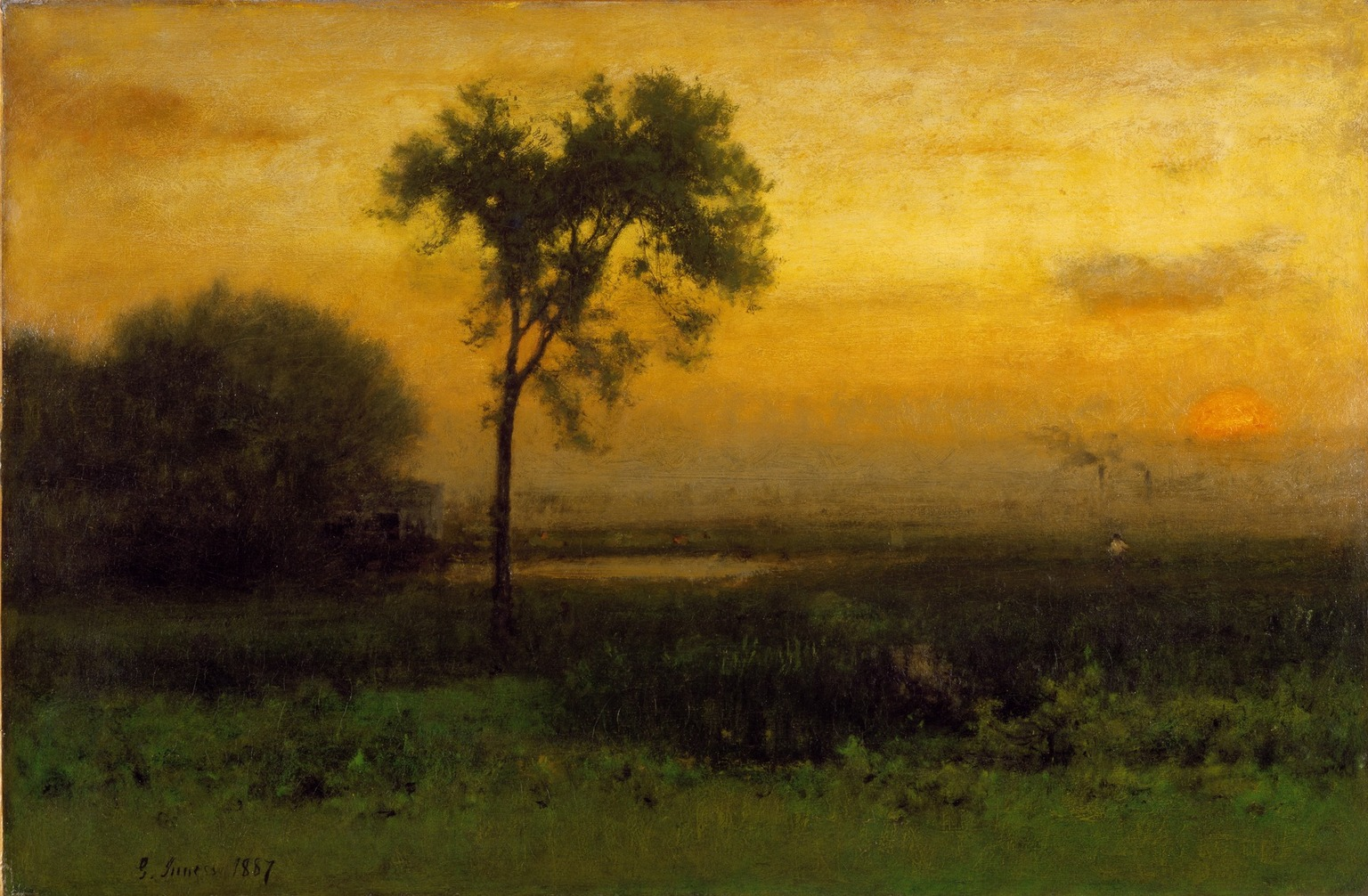
Джордж Іннесс, Світанок, 1887
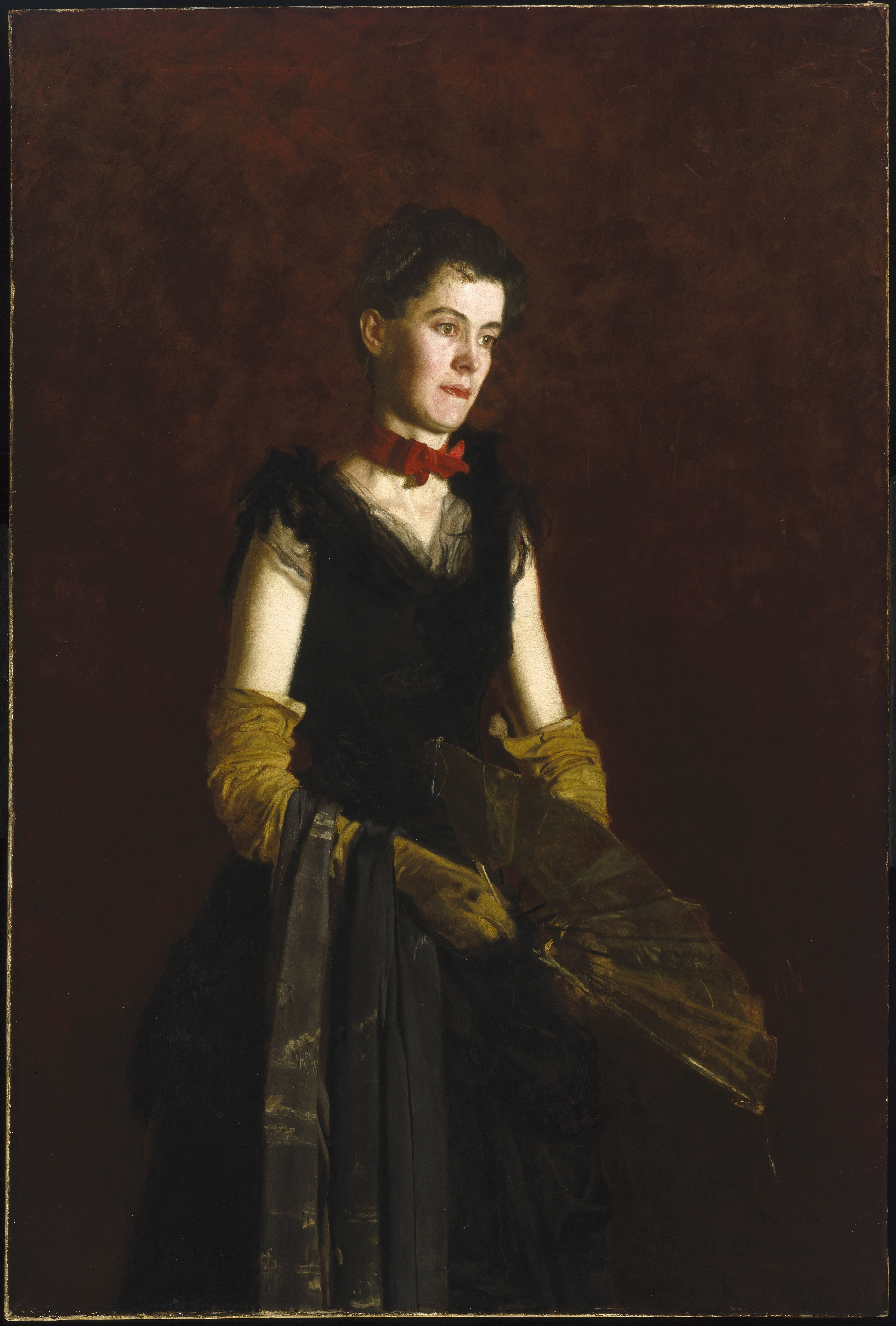
Томас Ікінс, Летиція Вільсон Джорда, 1888
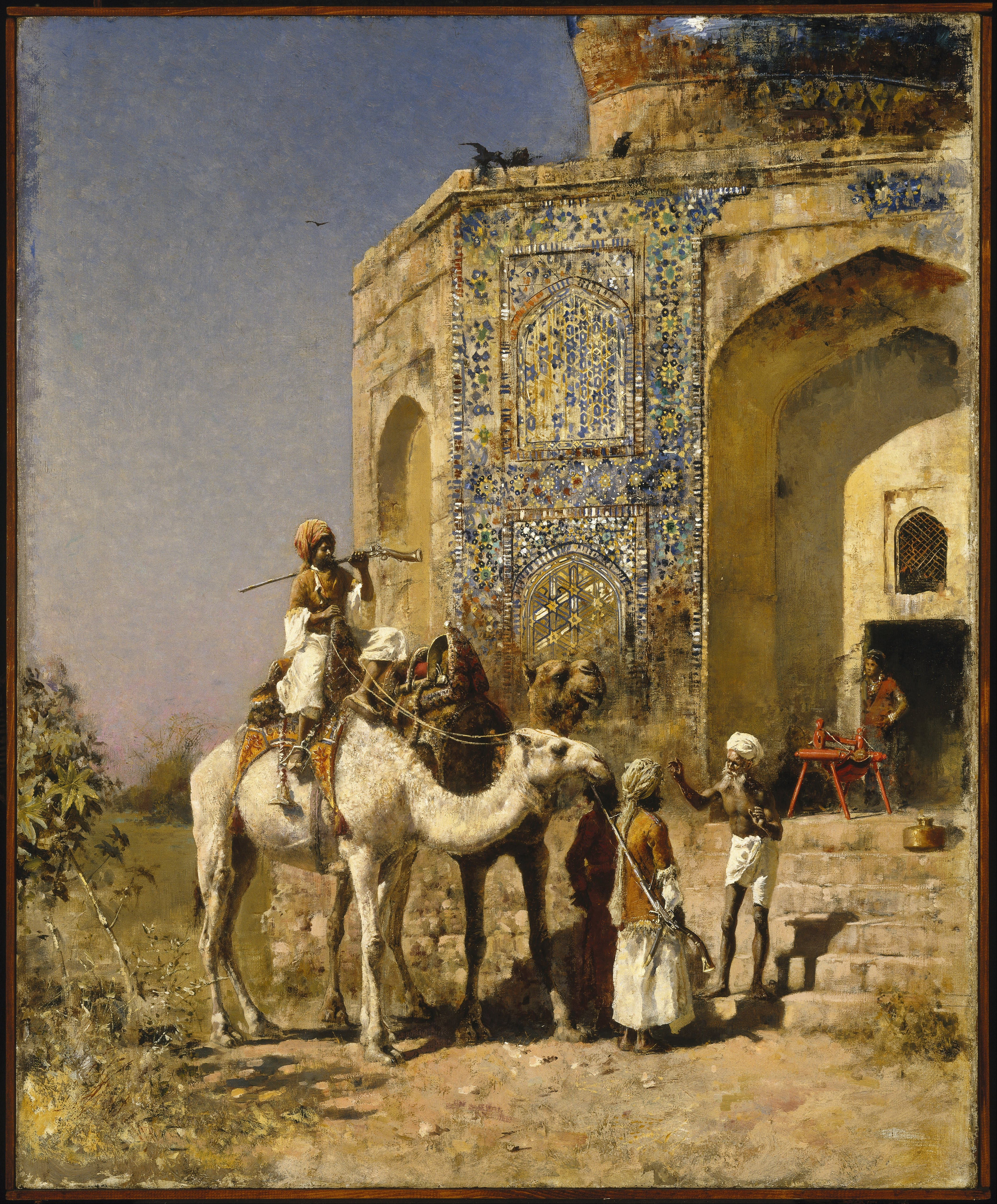
Едвін Лорд Вікз. «Стара мечеть у передмісті Делі, Індія», бл. 1885 р.
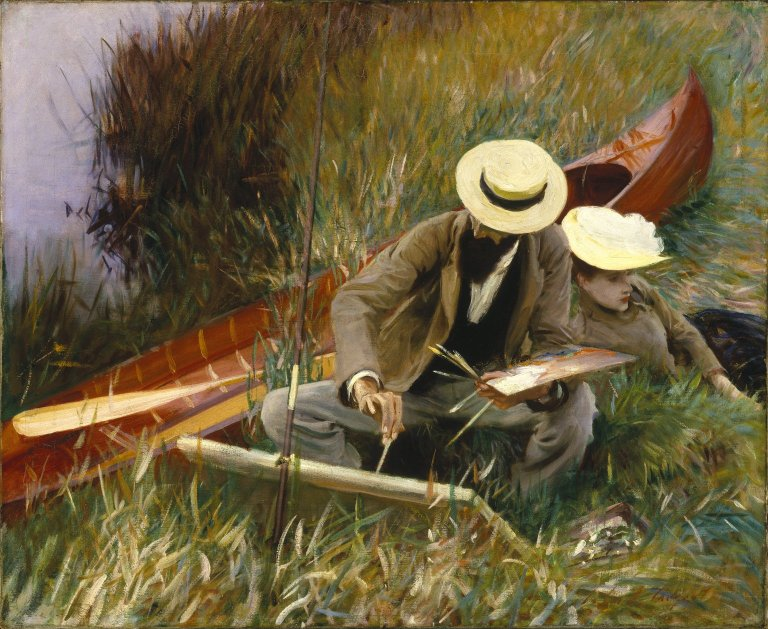
Джон Сінгер Сарджент, Поль Елльо малює з дружиною, 1889
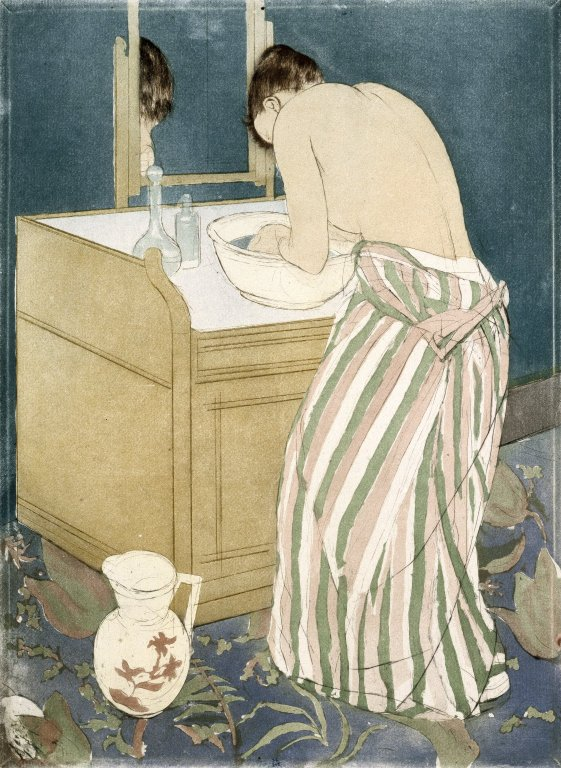
Мері Кассат, Туалет, бл. 1889-1894.
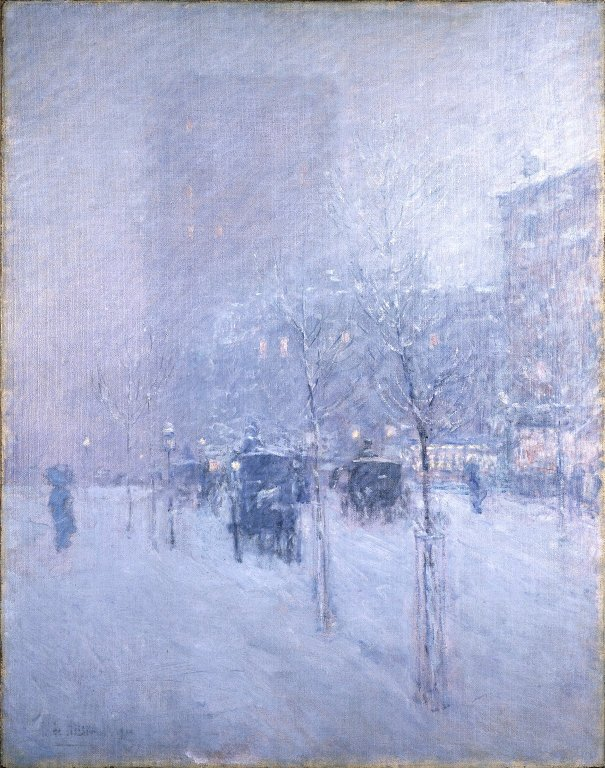
Чайлд Хассам, Пізня післяобідня пора. Нью-Йорк. Зима, бл. 1900
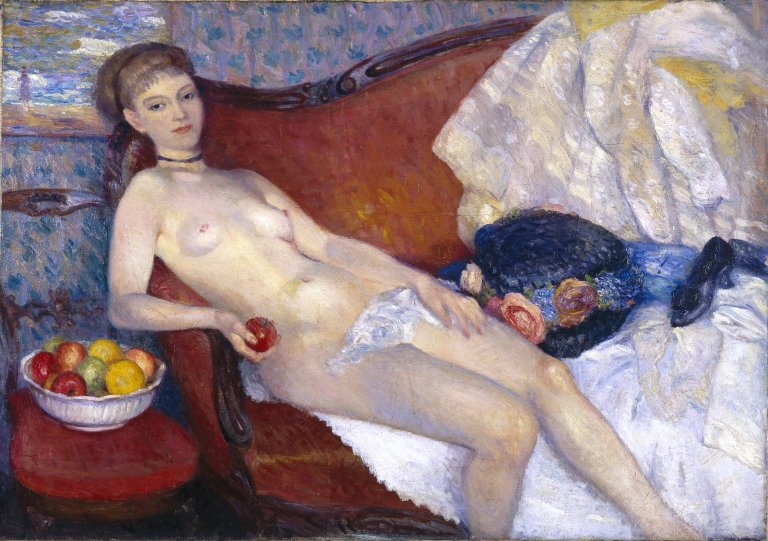
Вільям Глакенс, Ню з яблуком, 1909-1910
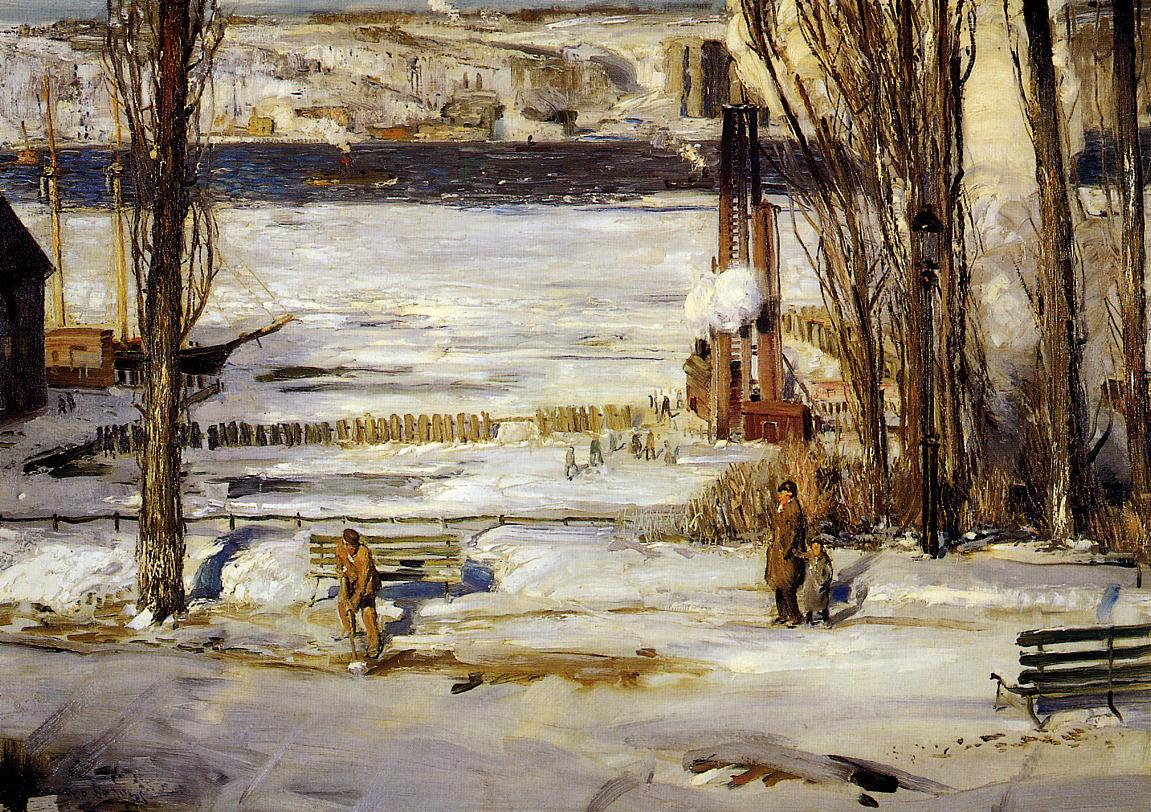
Джордж Беллоуз, Ранковий сніг. Річка Гудзон, 1910
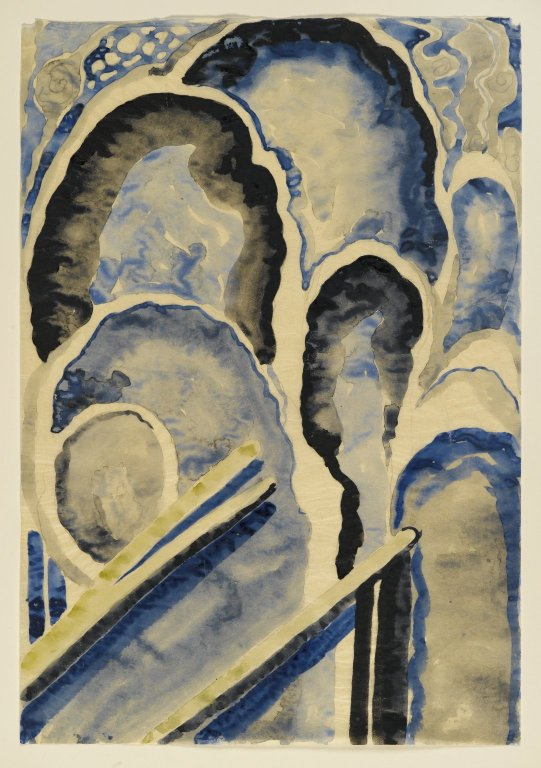
Джорджія О'Кіф, Синє 1, 1916
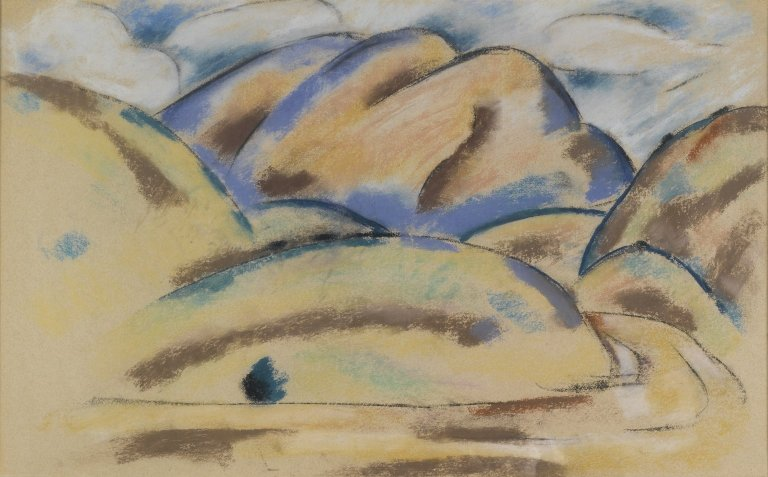
Марсден Гартлі, Пейзаж, Нью Мексико, 1916-1920

### Музейна колекція графіки

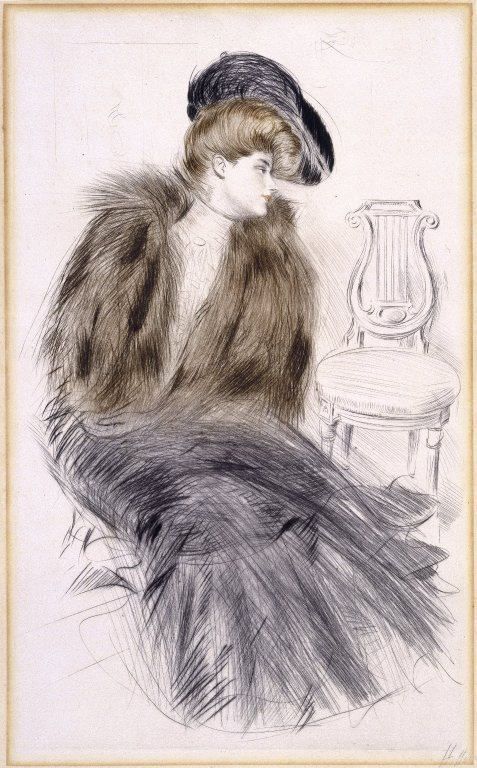
Поль Елльо. «Коштовне хутро», бл. 1895
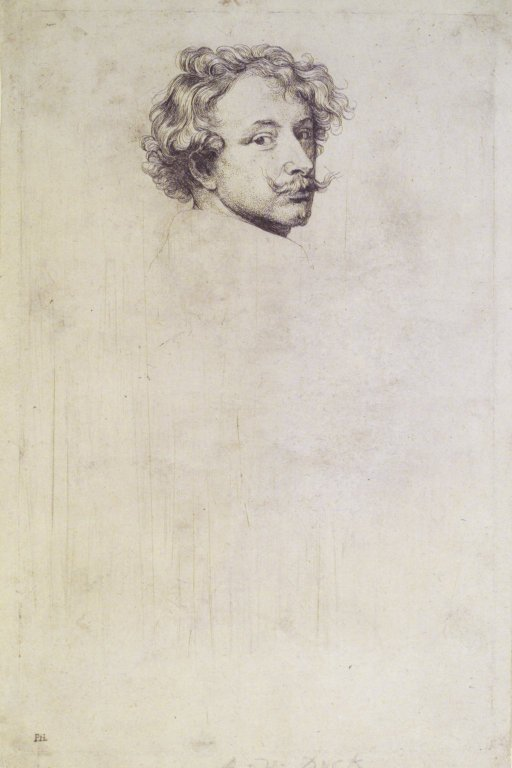
Антоніс ван Дейк, «Автопортрет», офорт, друк з авторської дошки-матриці
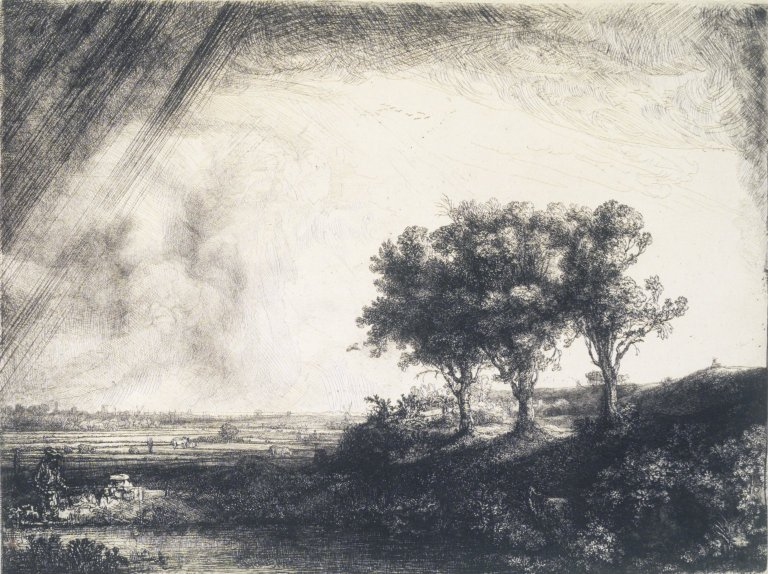
Рембрандт. «Три дерева», офорт 1643
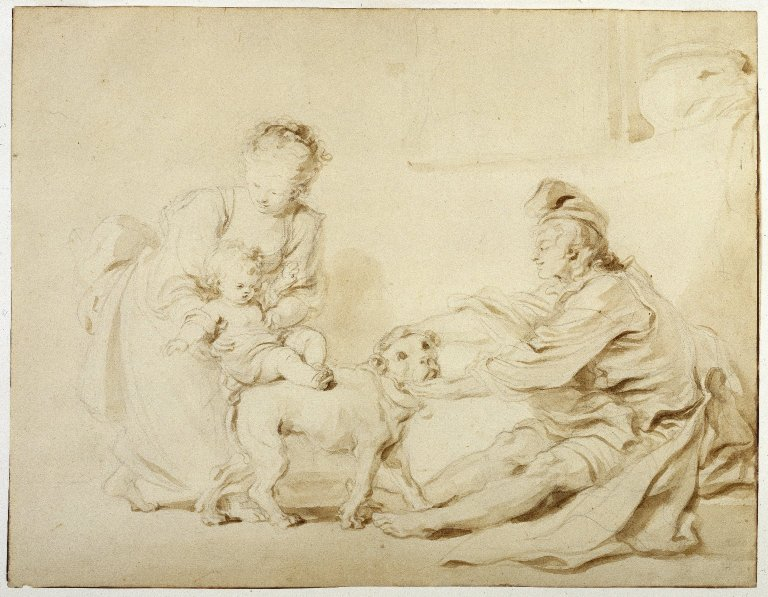
Жан-Оноре Фрагонар. «Перший урок майбутнього вершника», до 1780
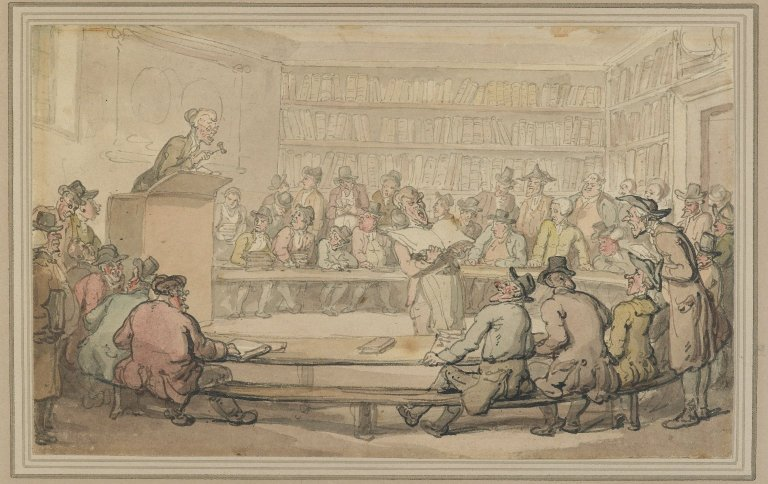
Томас Ровлендсон. Карикатура «Книжковий аукціон», до 1815
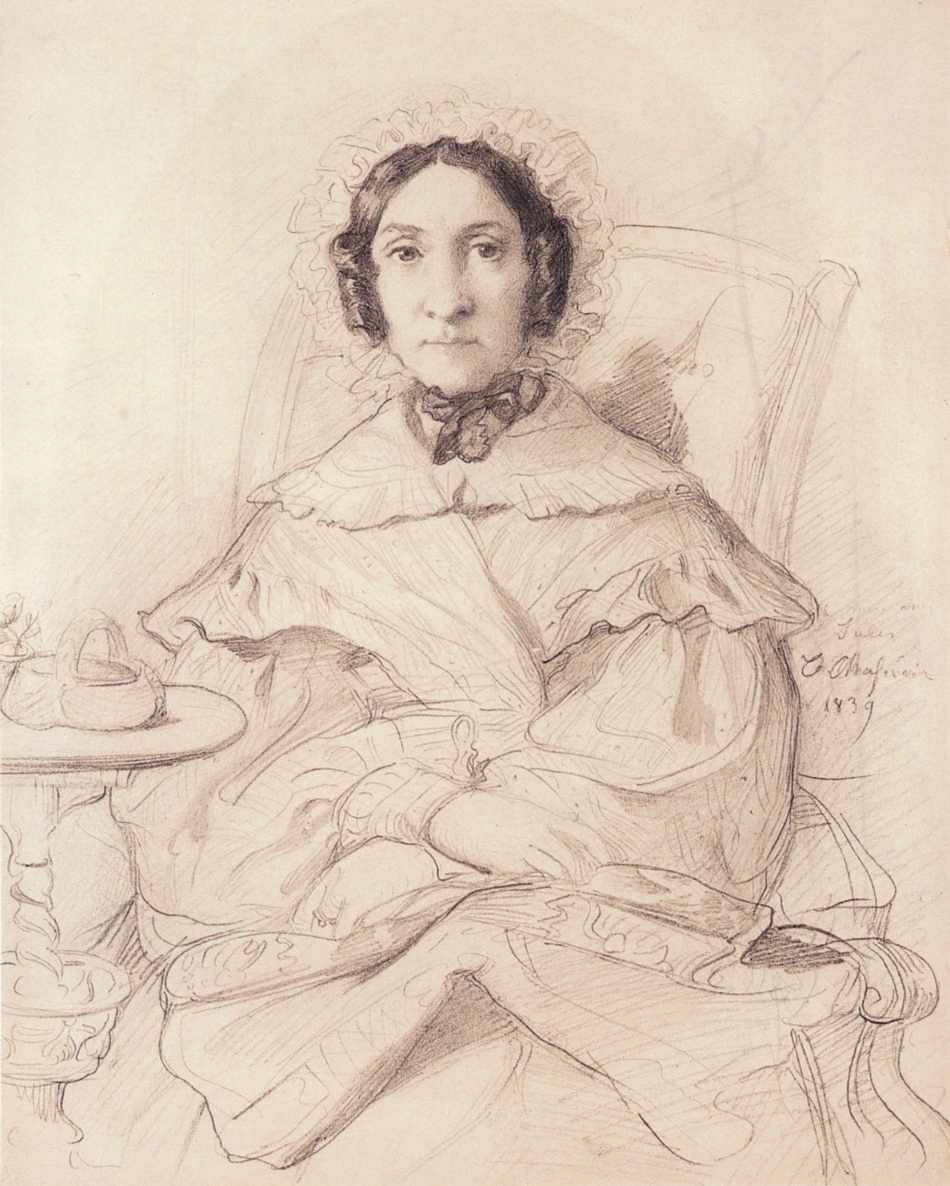
Теодор Шассерьо. «Портрет мадам Моннеро старшої», 1839
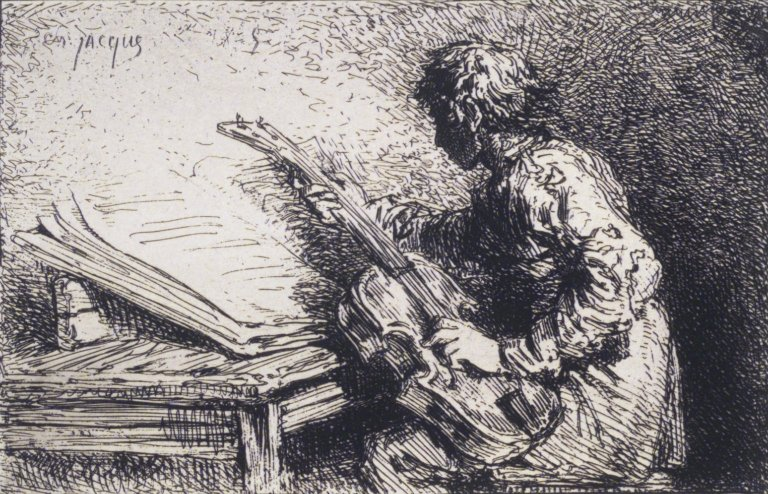
Шарль Жак. «Музикант», офорт бл. 1847
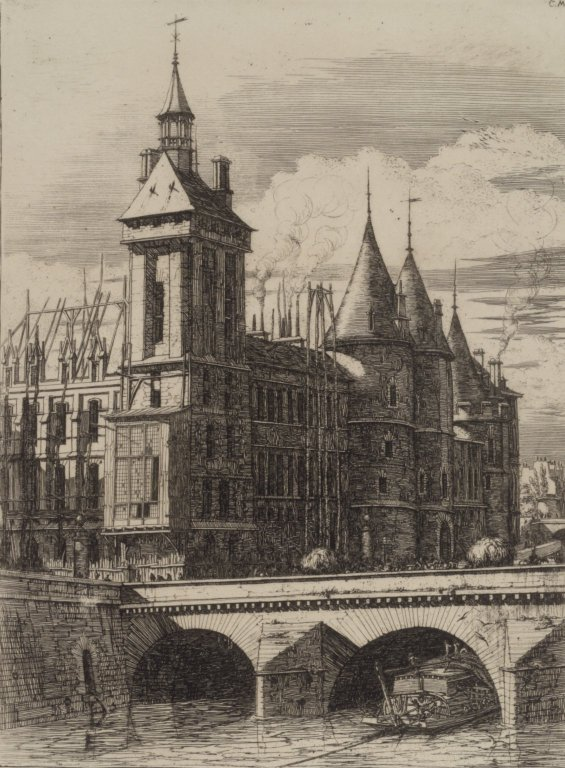
Шарль Меріон. «Вежа Горлож», бл. 1852
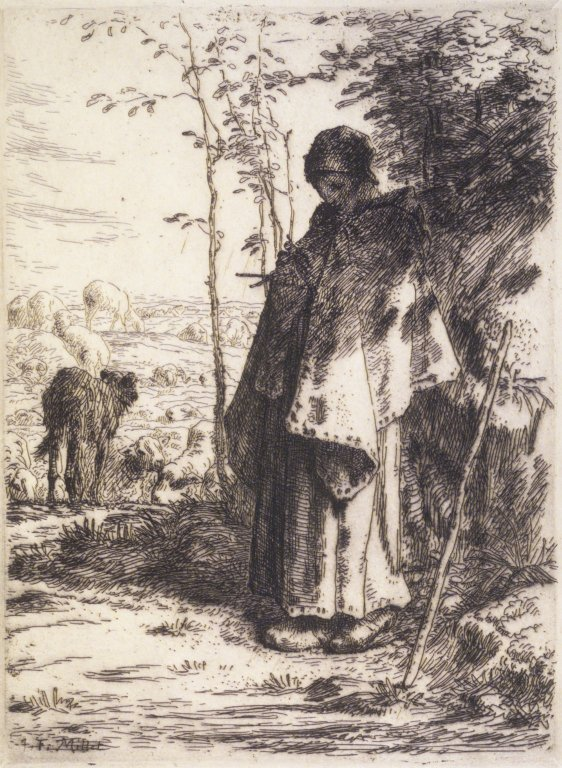
Жан-Франсуа Мілле, так звана «Велика пастушка», бл. 1862
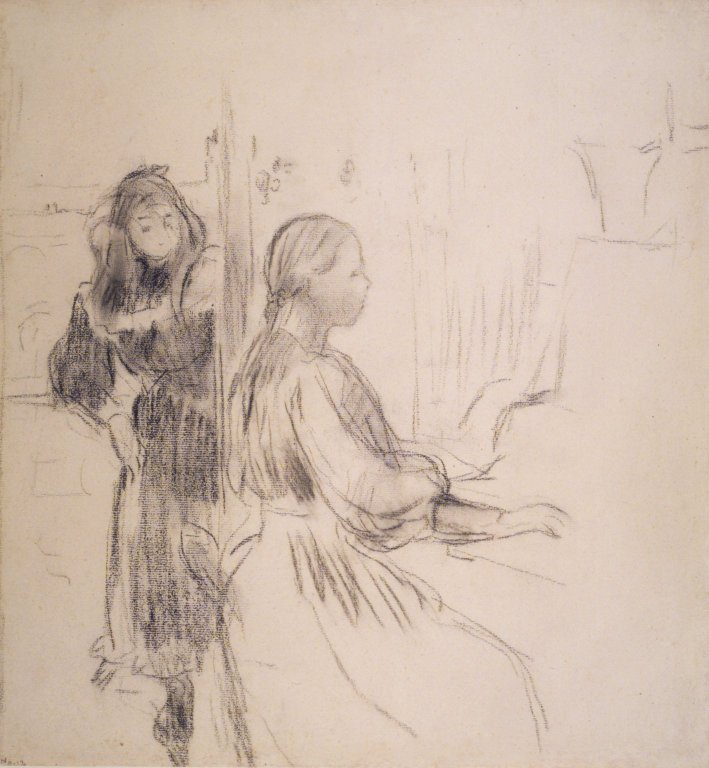
Берта Морізо. «Музика», малюнок 1893
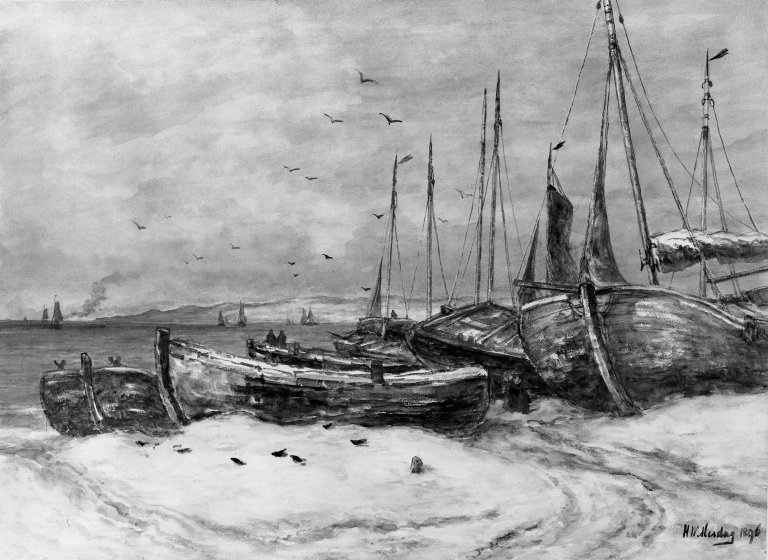
Хендрік Віллем Месдаг. «Рибальські човни на березі», 1896
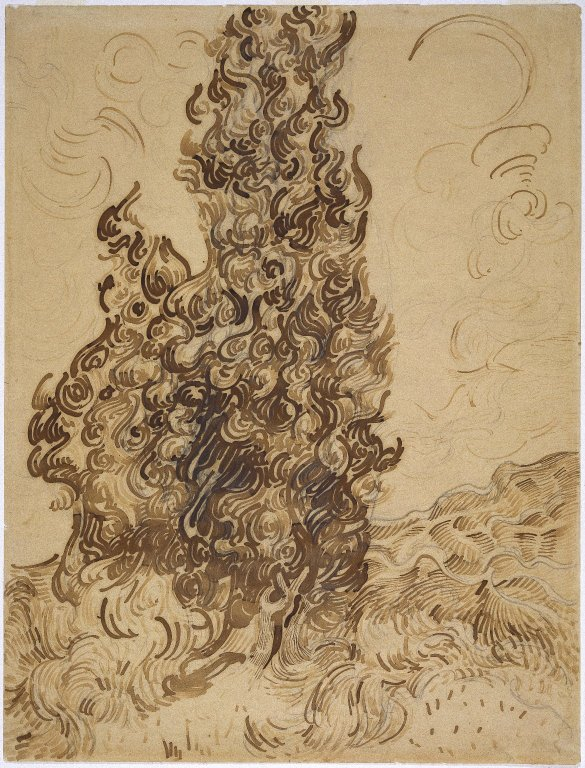
Вінсент ван Гог. «Кипарис», малюнок 1889
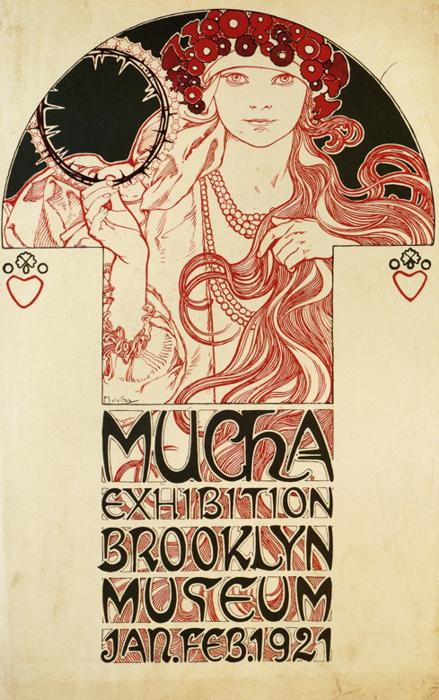
Альфонс Муха. Афіша «Виставка Бруклінського музею», 1921

### Африканське мистецтво

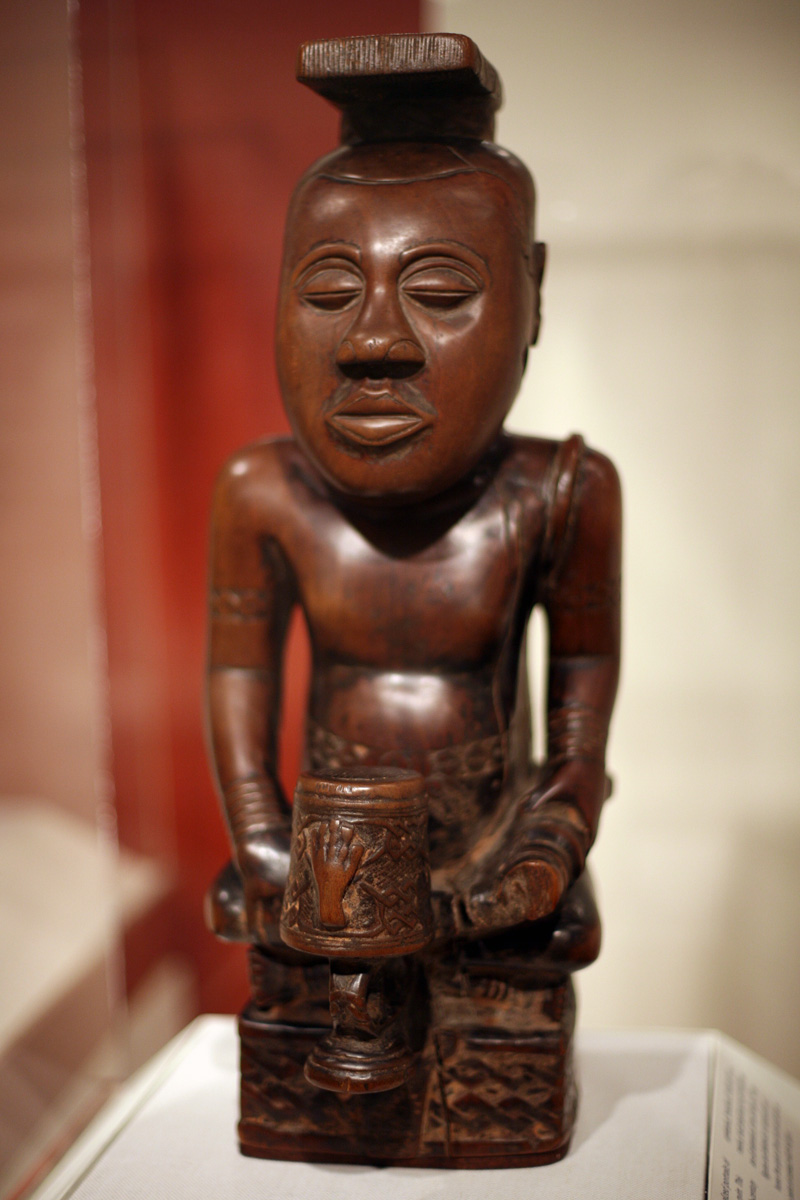
Фігурка Ндоб з Конго.
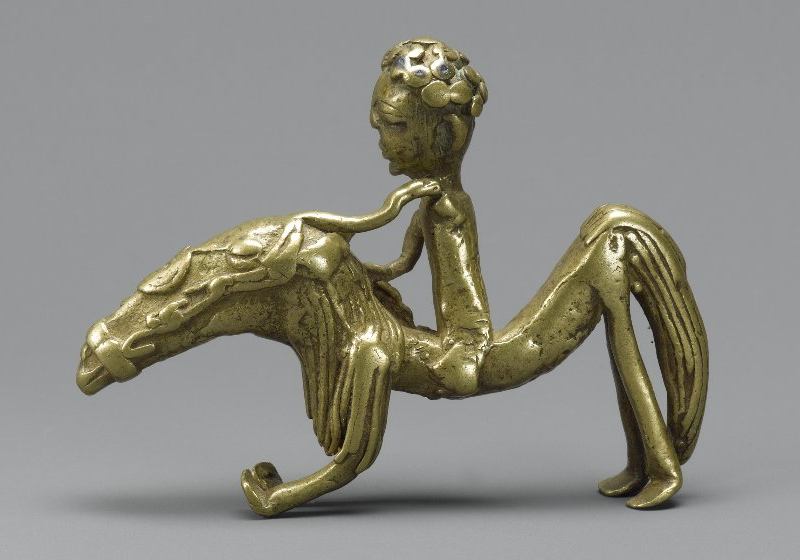
Золотий вершник, культура Ашанті, Гана.

### Тварини в мініатюрах середньовічної Індії

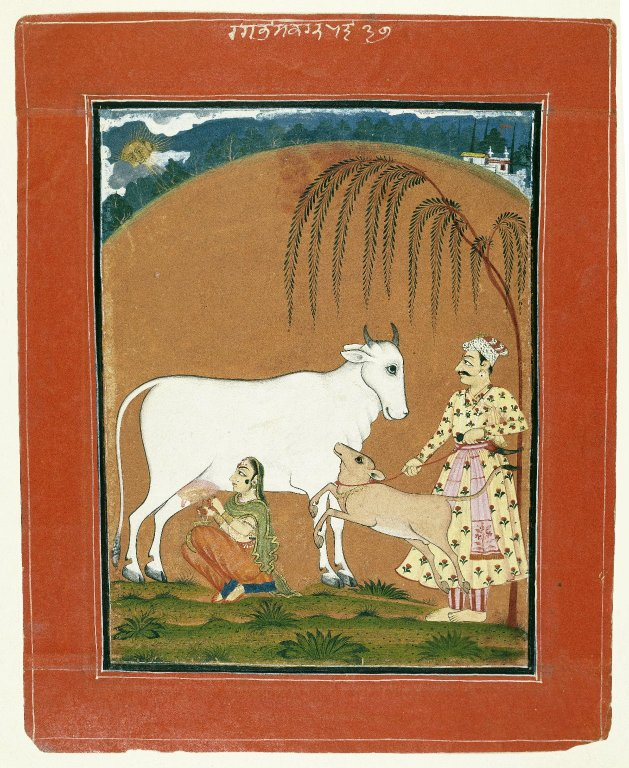
Анонім 18 ст. «Дойка корови», Бруклінський музей , Нью-Йорк
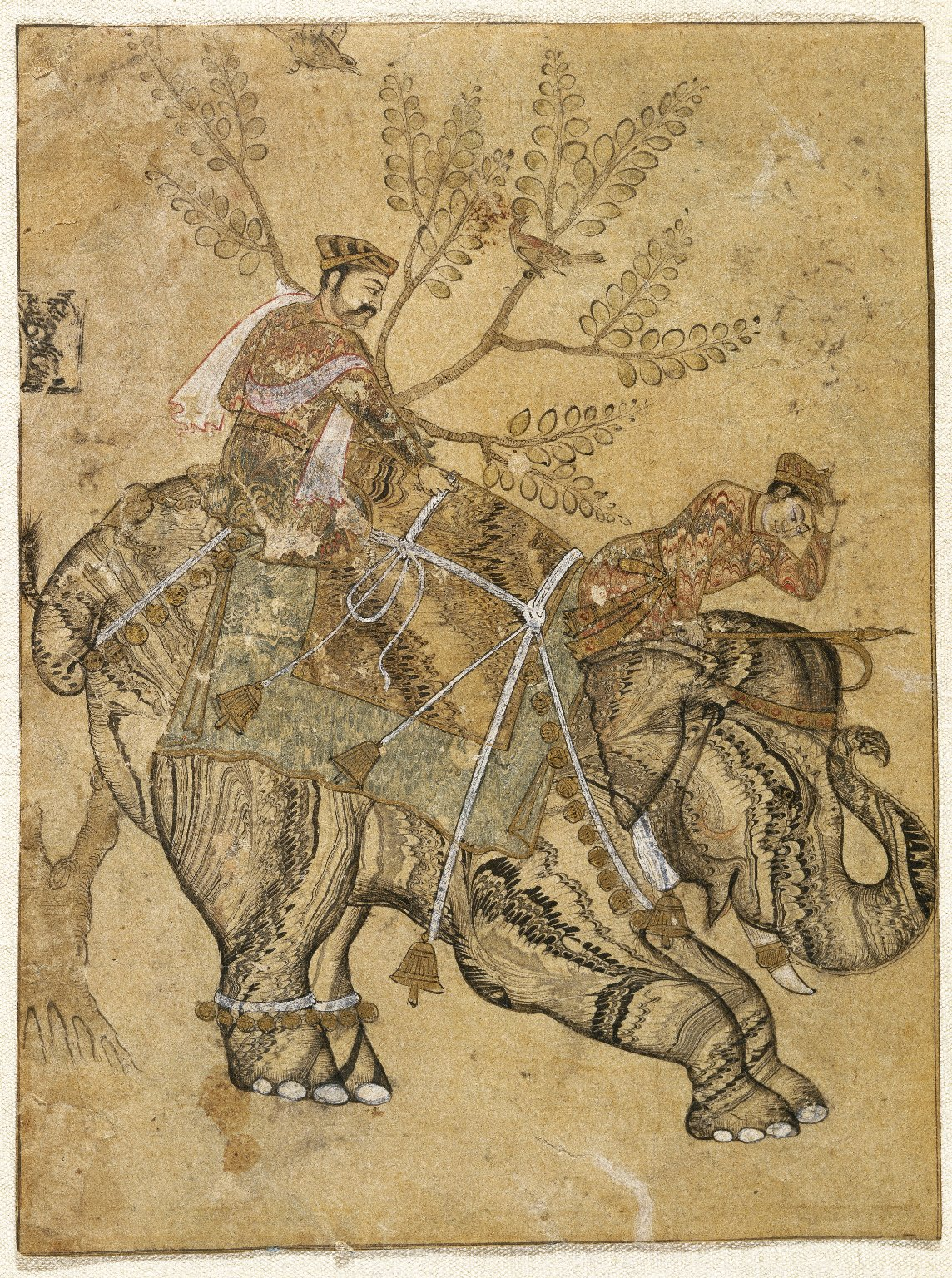
Анонім 17 ст. «Керування слоном», Бруклінський музей , Нью-Йорк

### Ісламське мистецтво

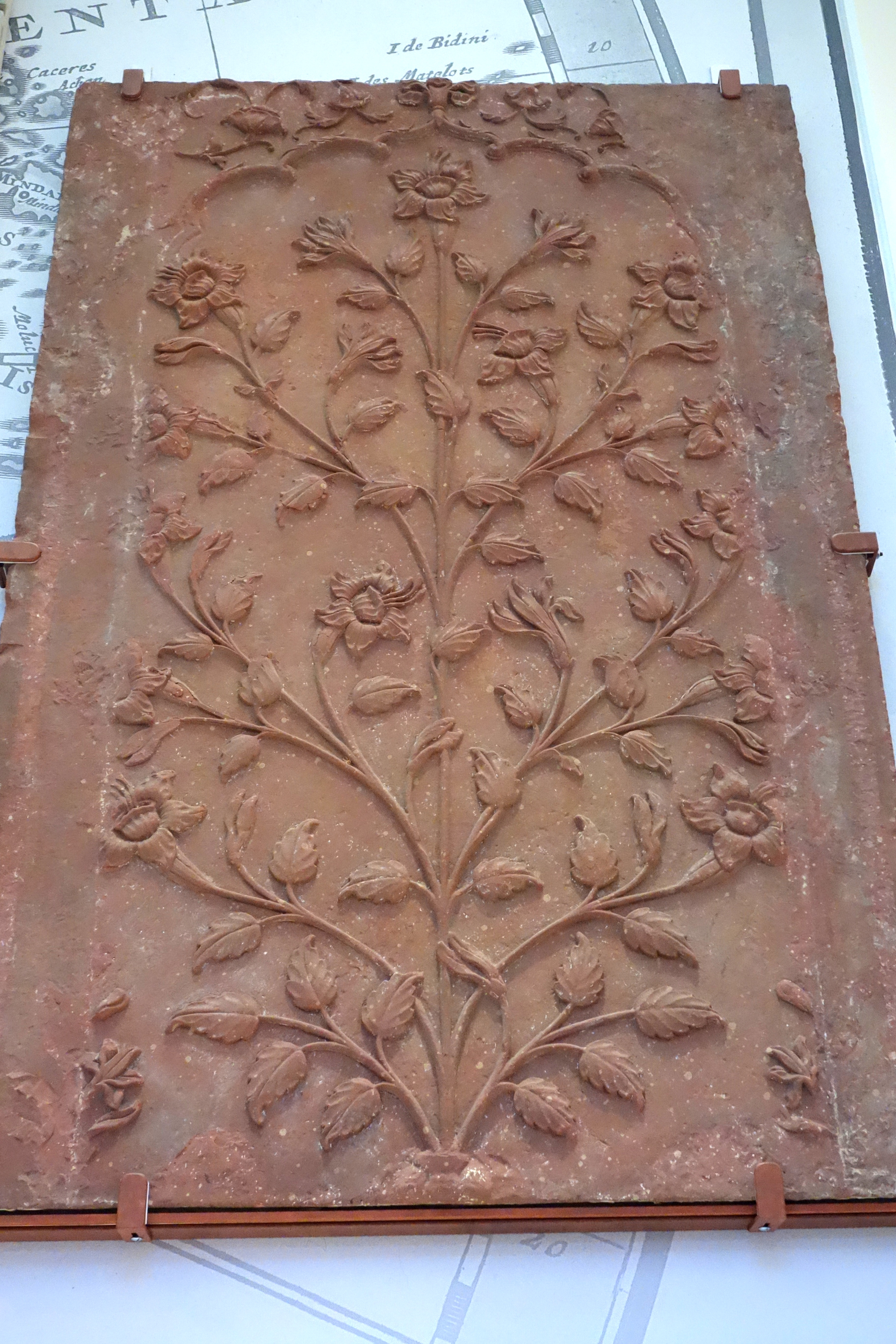
Рельєф з пісковика. Мугал стиль, 17 ст., Індія
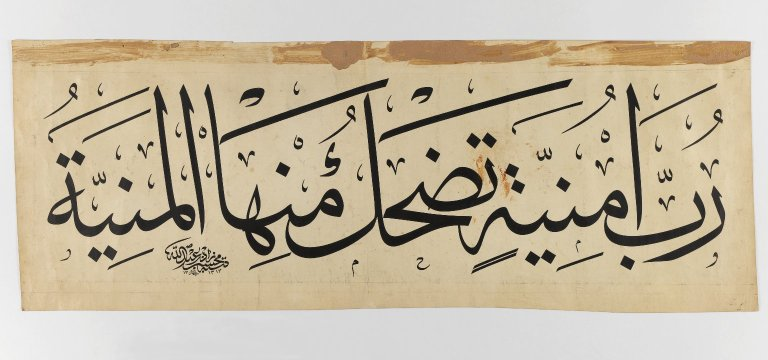
Зразок арабської каліграфії, бл. 1895
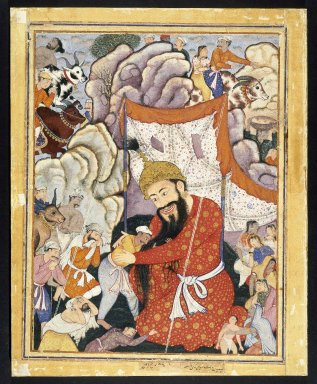
Зумурруд Шах тікає в гори, бл. 1570
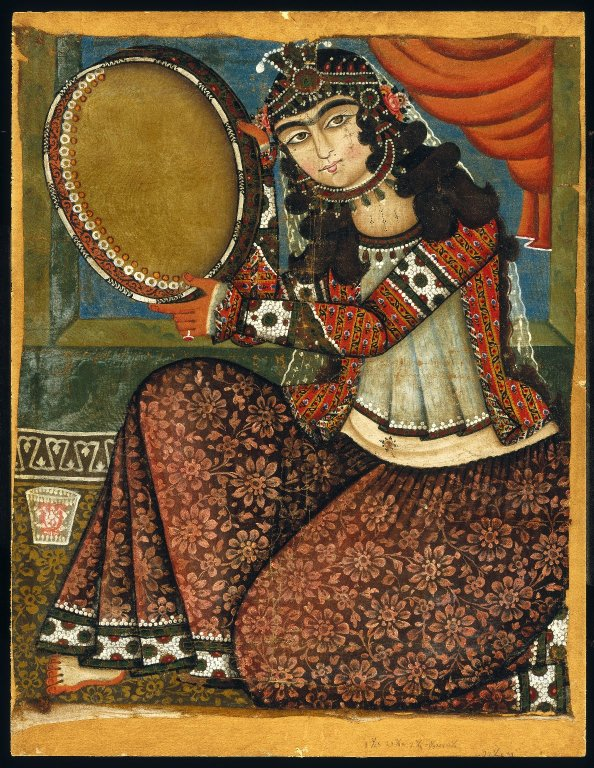
«Перська дівчина з тамбурином», живопис 19 ст.

### Живопис італійських майстрів

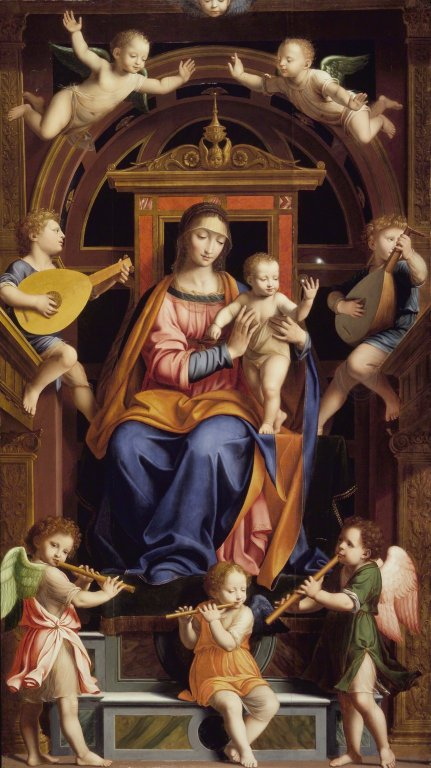
Бернардино Луїні. «Мадонна на троні і янголи». Леонардески, Бруклінський музей.

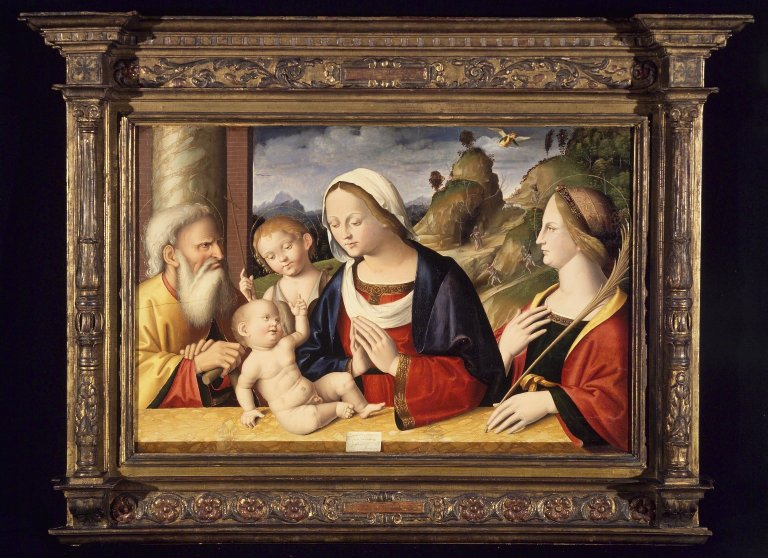
Марко Пальмеццано. «Свята бесіда», бл. 1521 р., Бруклінський музей, США
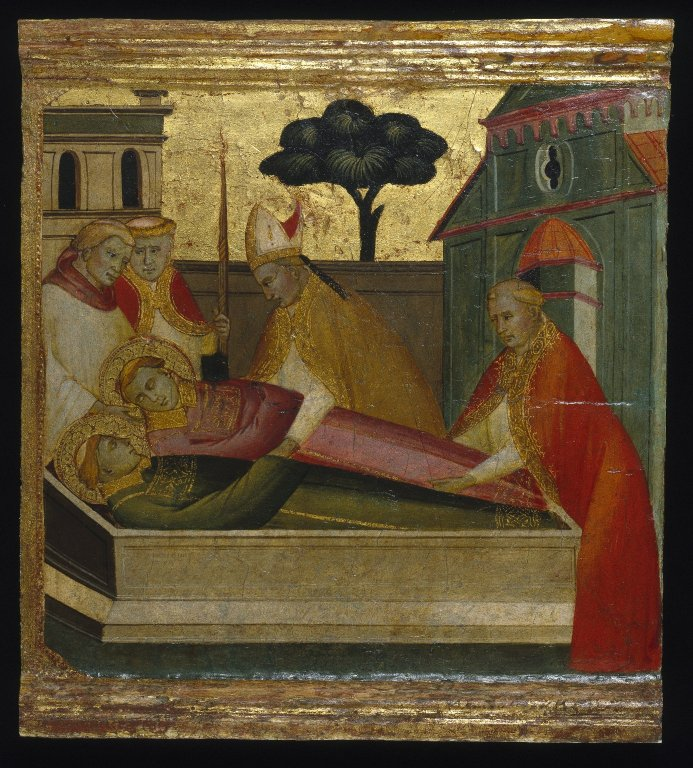
Лоренуцо ді Нікколо, Святого Лаврентія ховають в могилі святого Стефана, 1410–1414, 33 × 36 cm
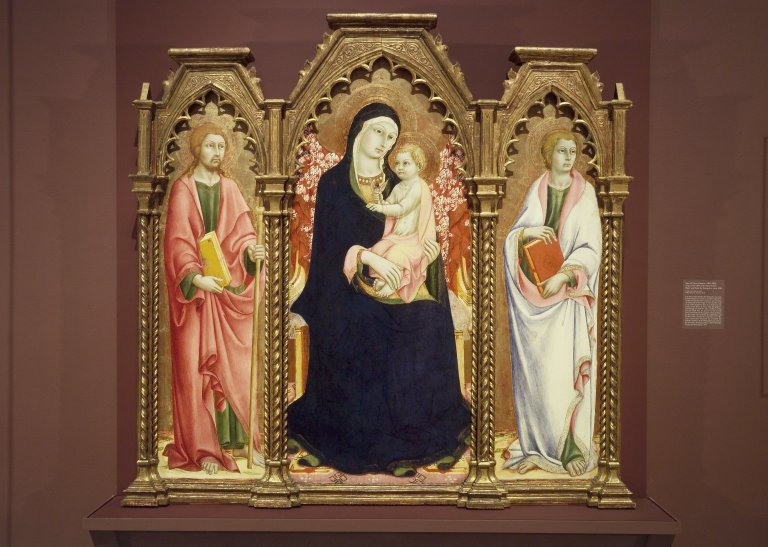
Сано ді П'єтро, Триптих  «Мадонна з немовлям, Св. Яковом і євангелістом Іваном», бл. 1460-1462
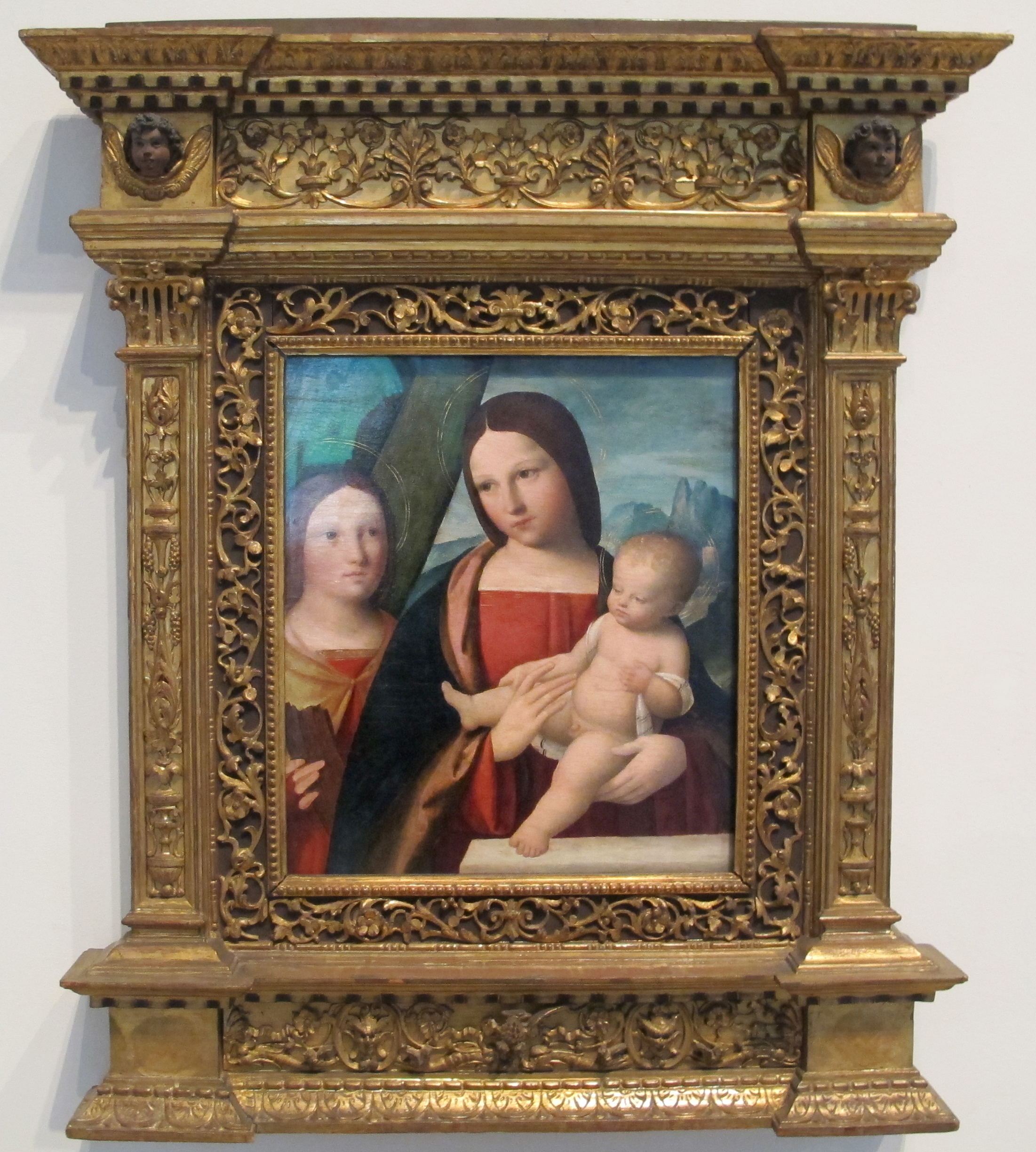
Ніколо Пізано. « Мадонна з немовлям і Катериною Александрійською», до 1515
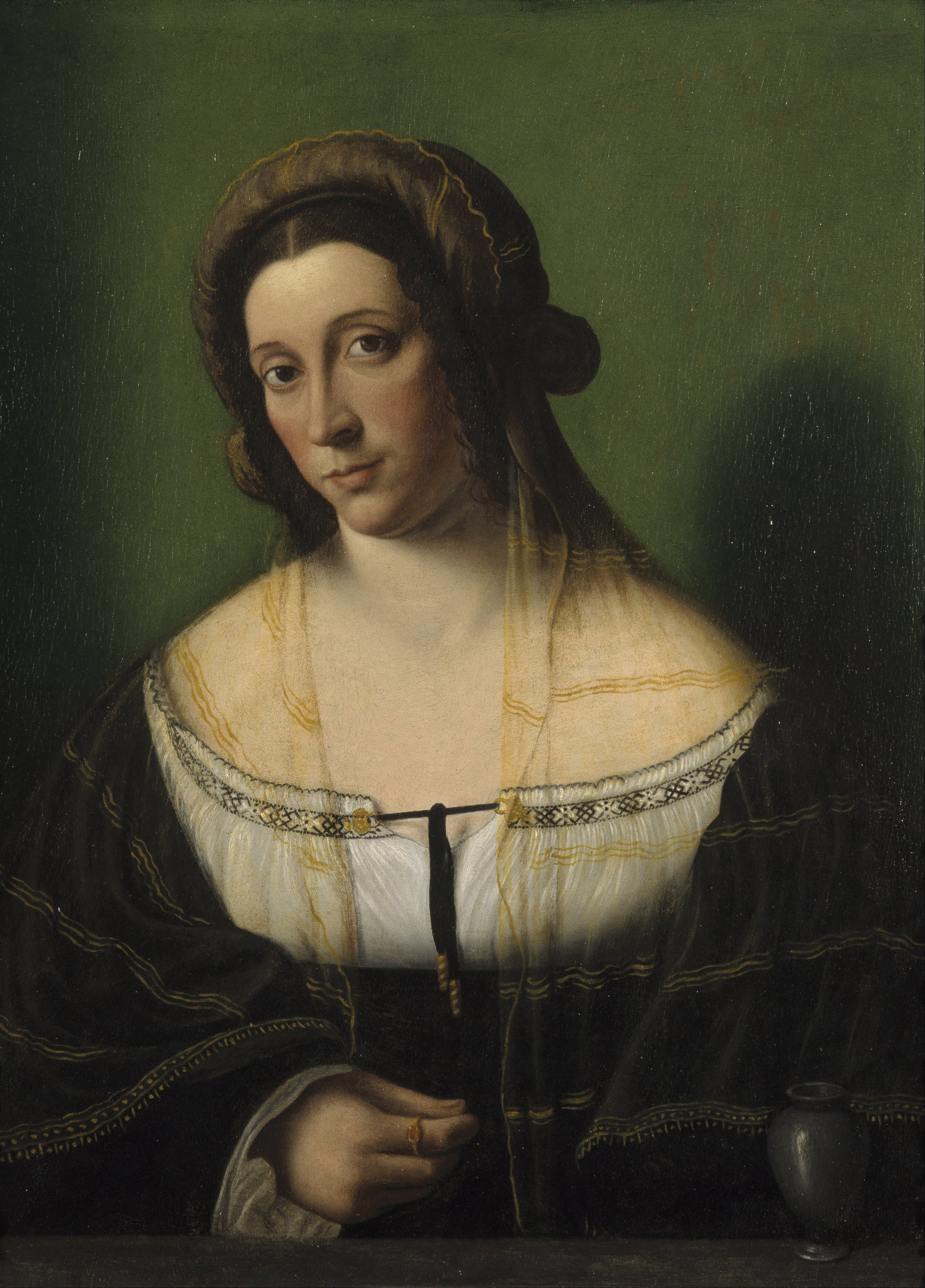
Бартоломео Венето. «Невідома сеньйора як Марія Магдалина», 1520-і
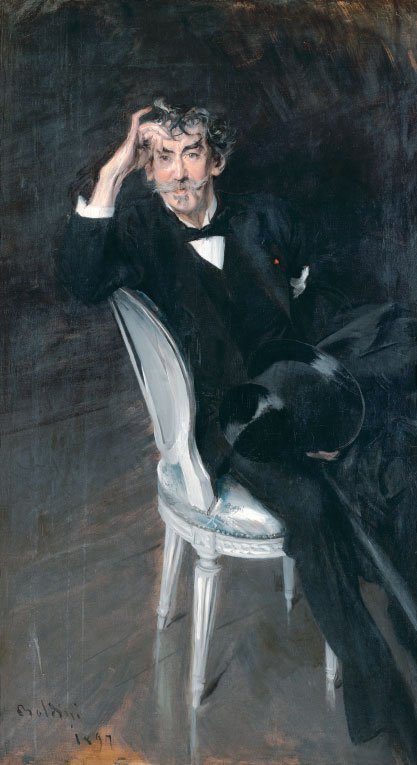
Джованні Болдіні. Джеймс Вістлер, 1897

## Західноєвропейська скульптура в музеї

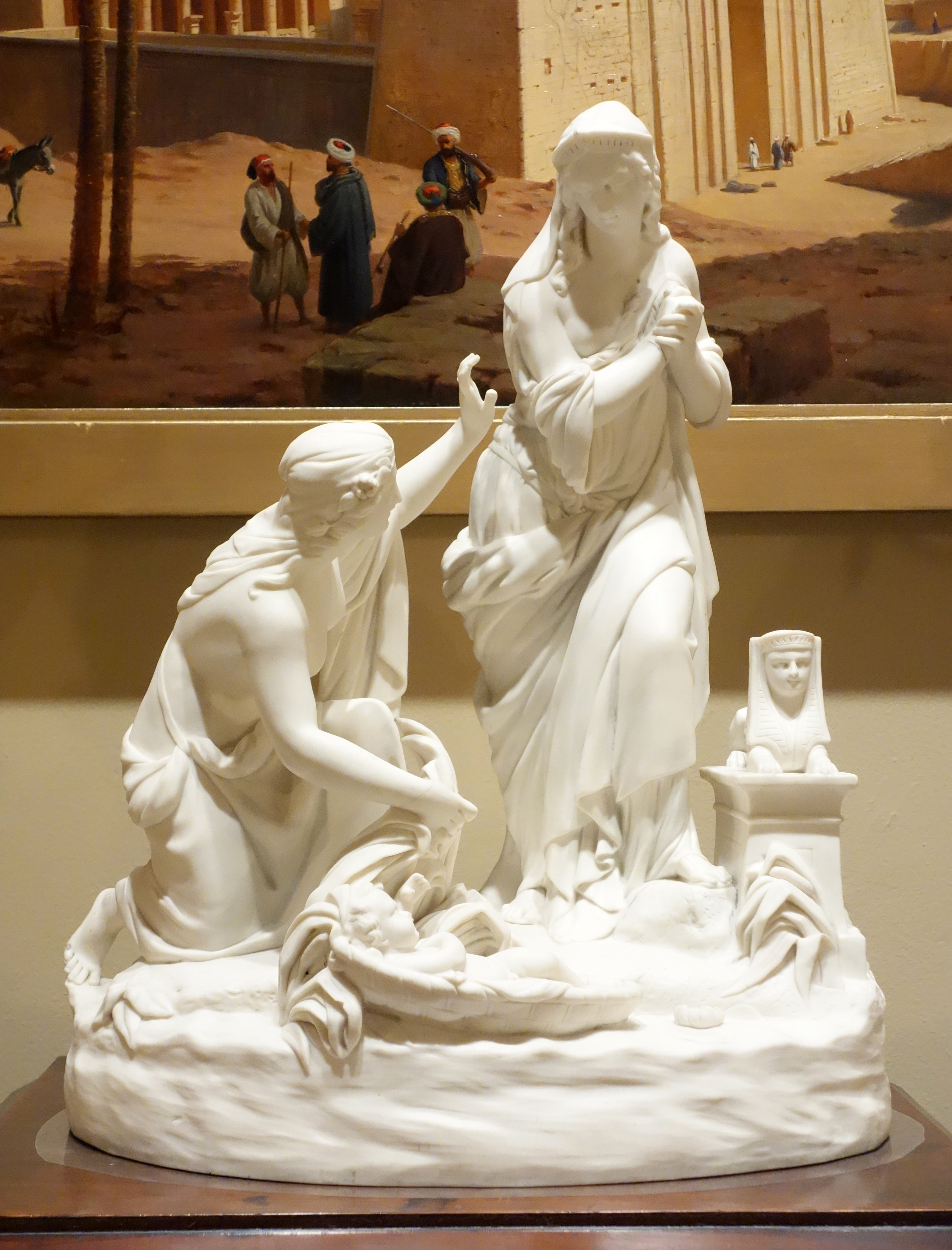
Вільям Бітті. «Дочка фараона знайшла кошик з малюком Мойсеєм», до 1860, Бруклінський музей, Нью-Йорк
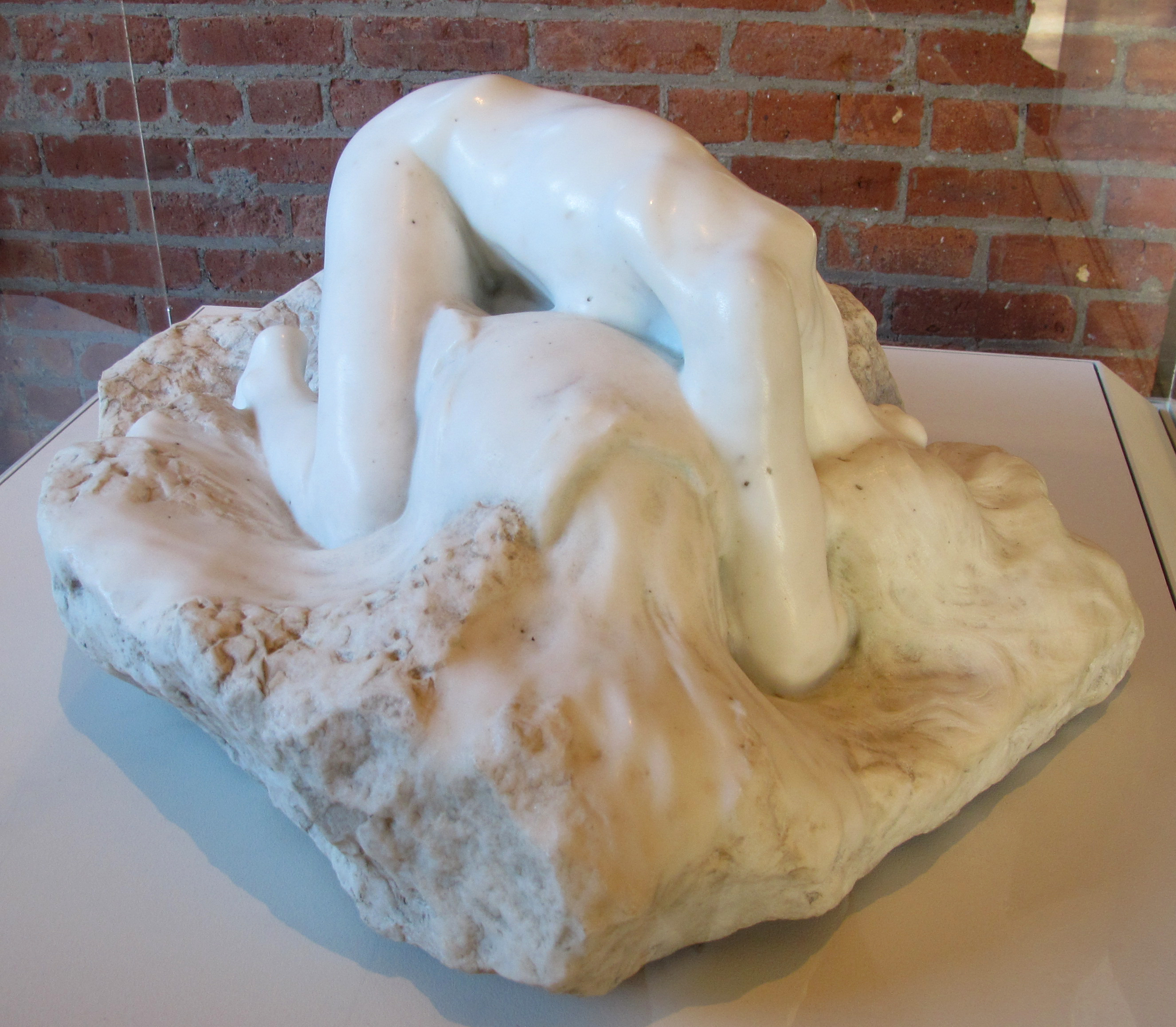
Огюст Роден, «Данаїда», 1903
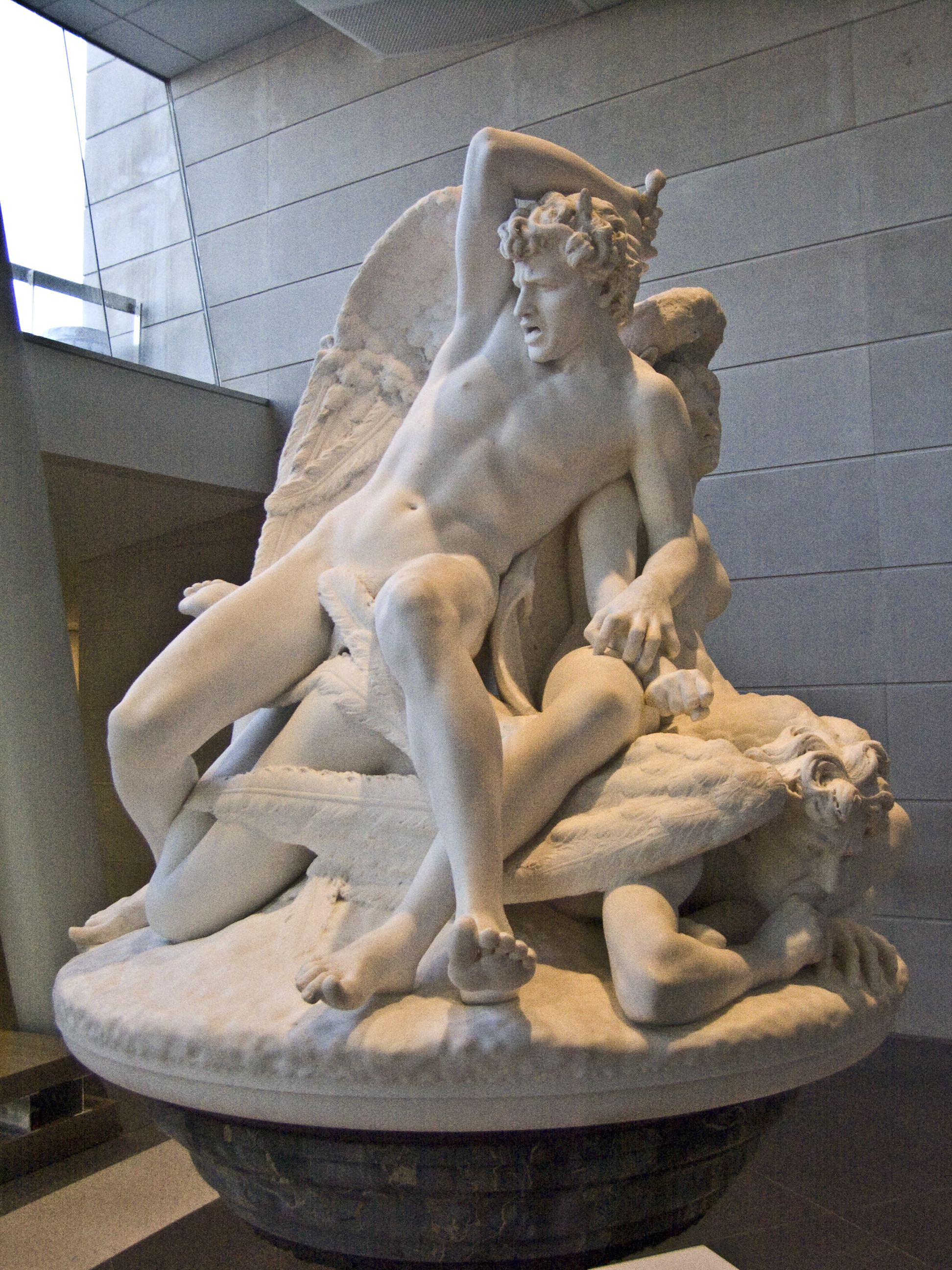
Сальваторе Альбано. «Грішні янголи», до 1893
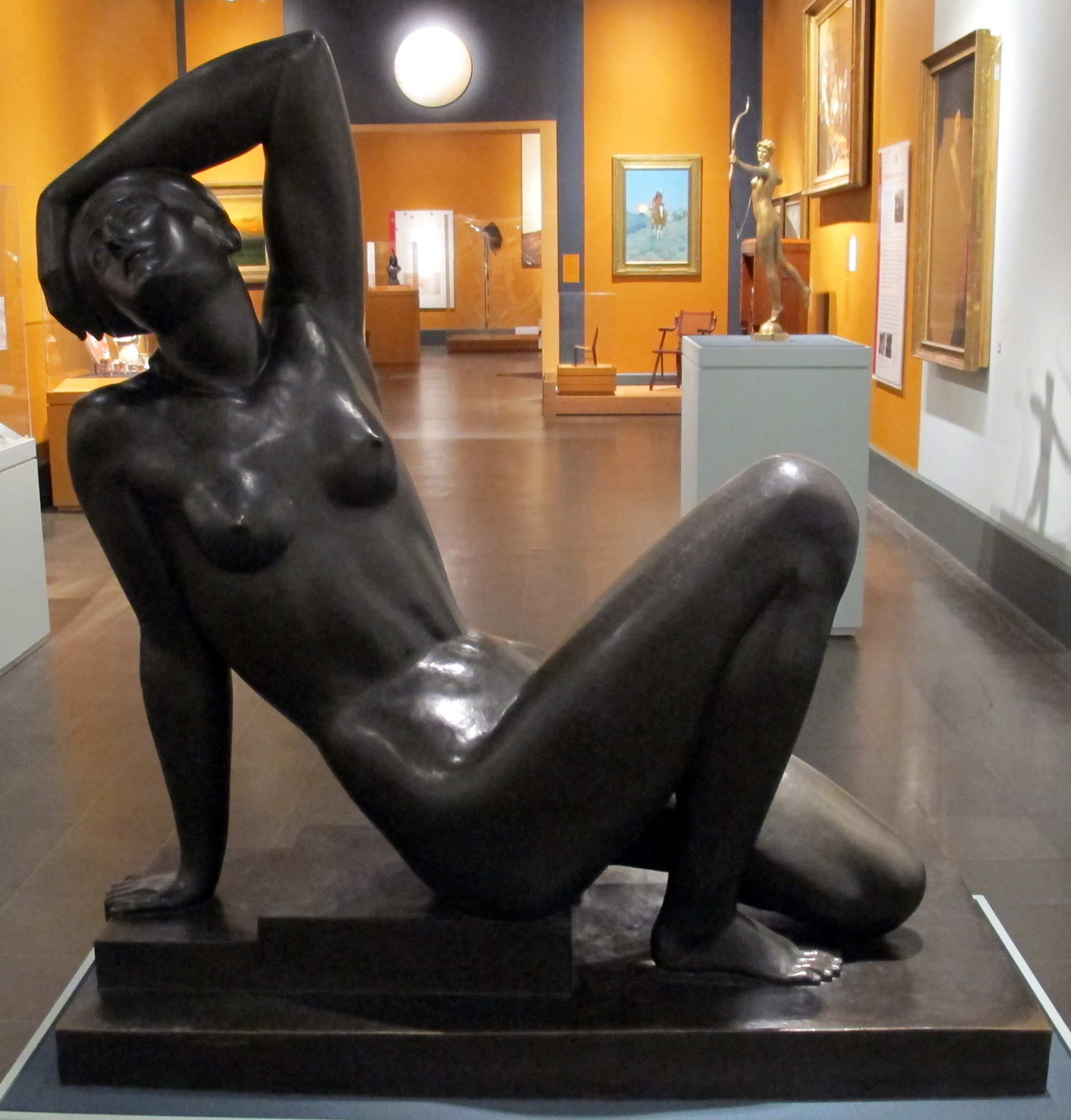
Моріс Штерн. «Ранок», 1926
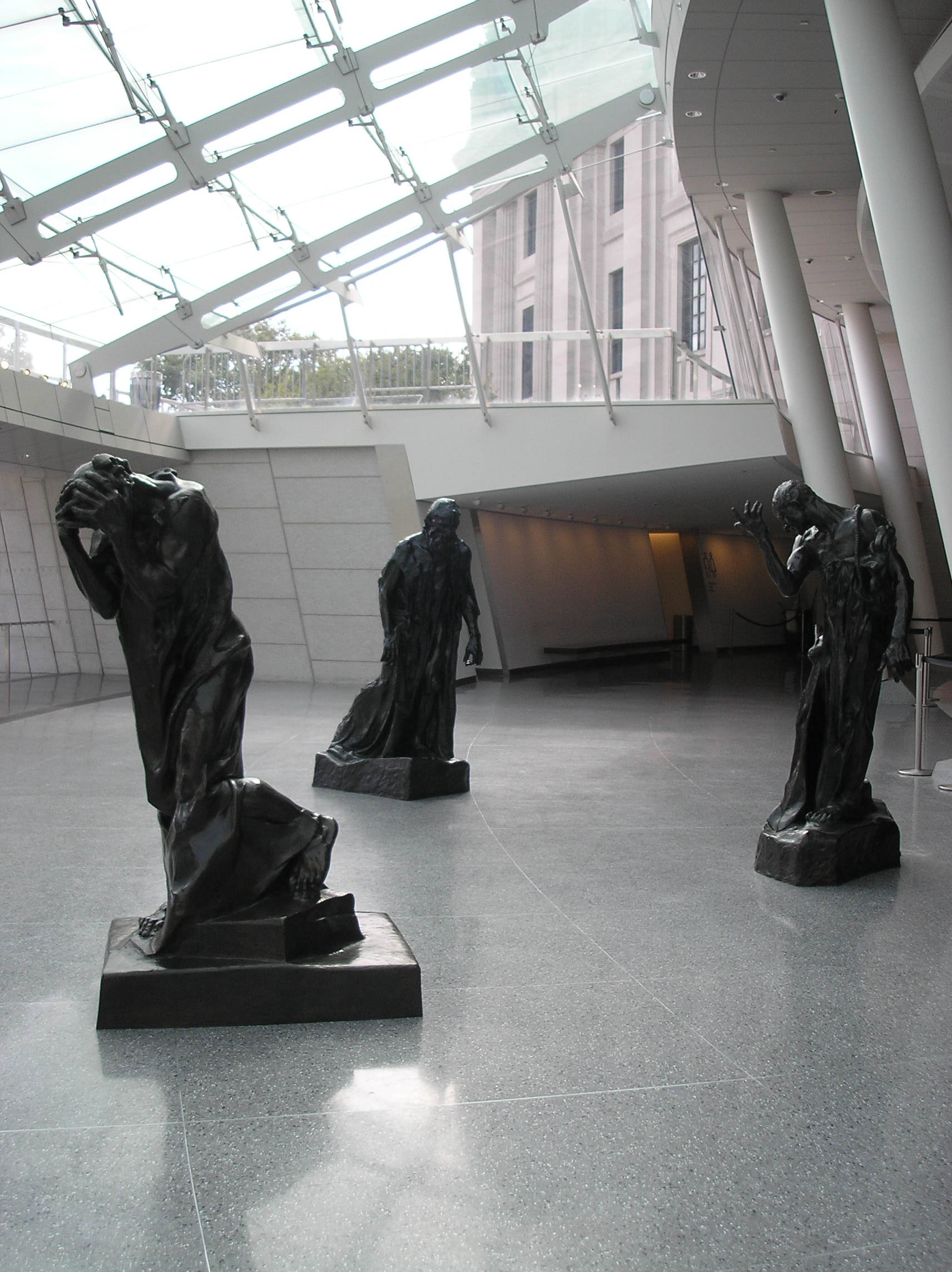
Скульптури роботи Родена

## Живопис майстрів Франції

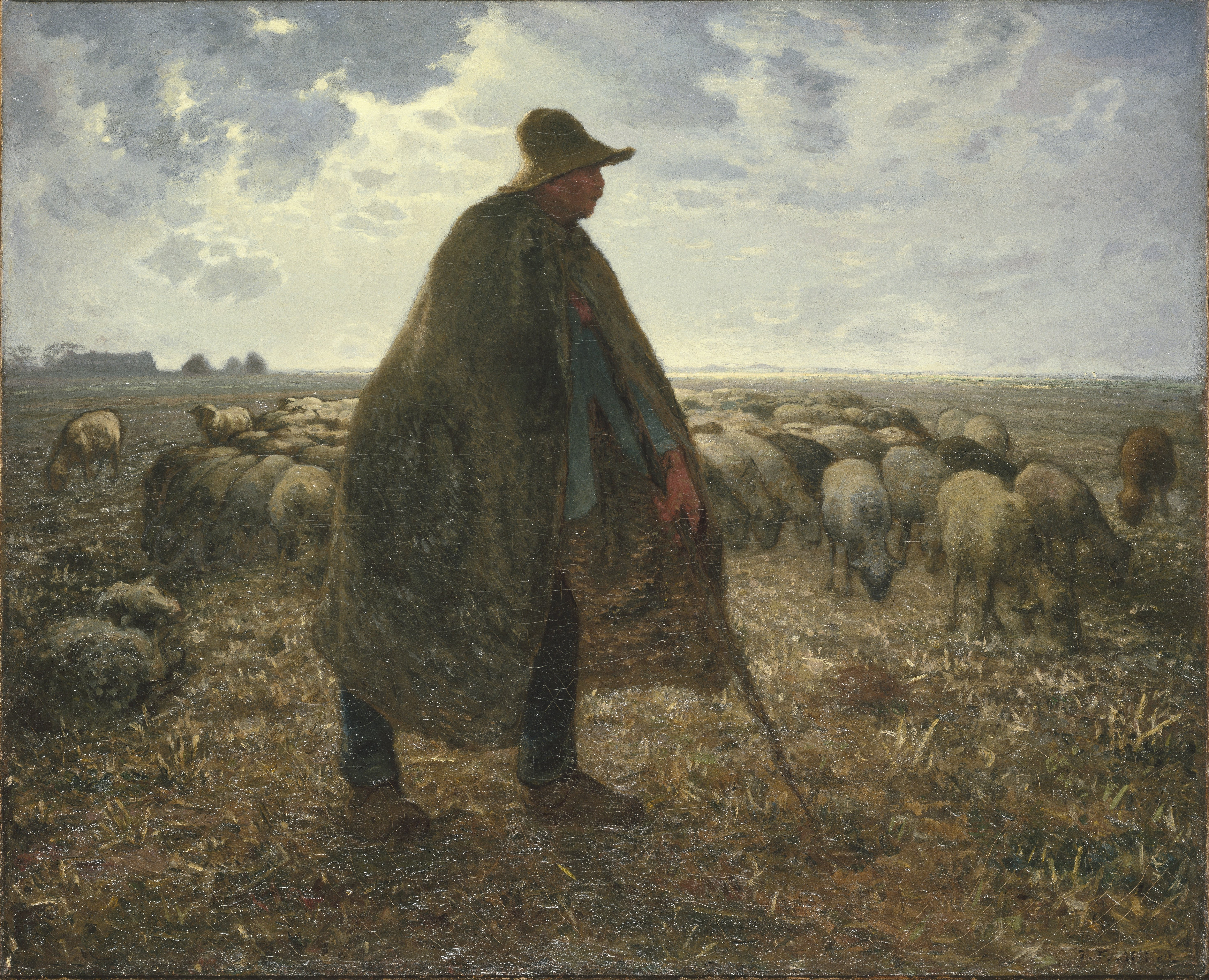
Франсуа Мілле. «Пастух зі стадом»
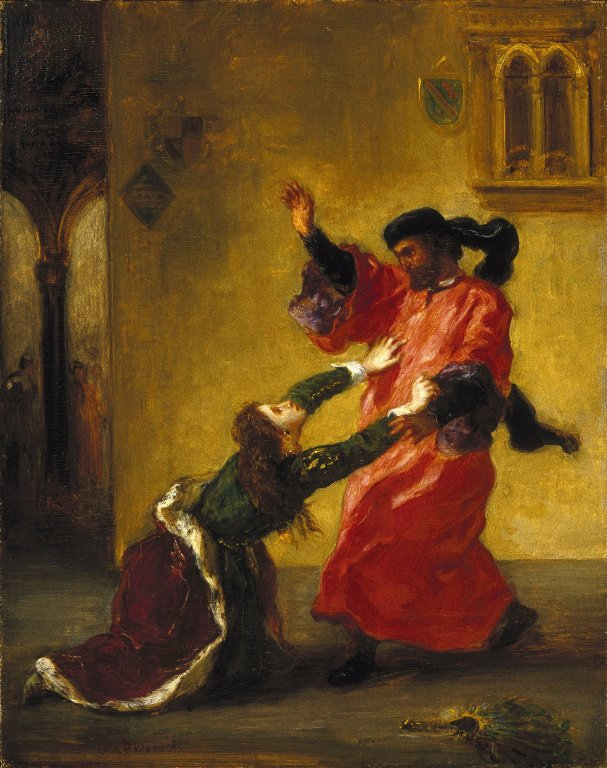
Ежен Делакруа, Батько прокляв Дездемону, бл. 1850-1854
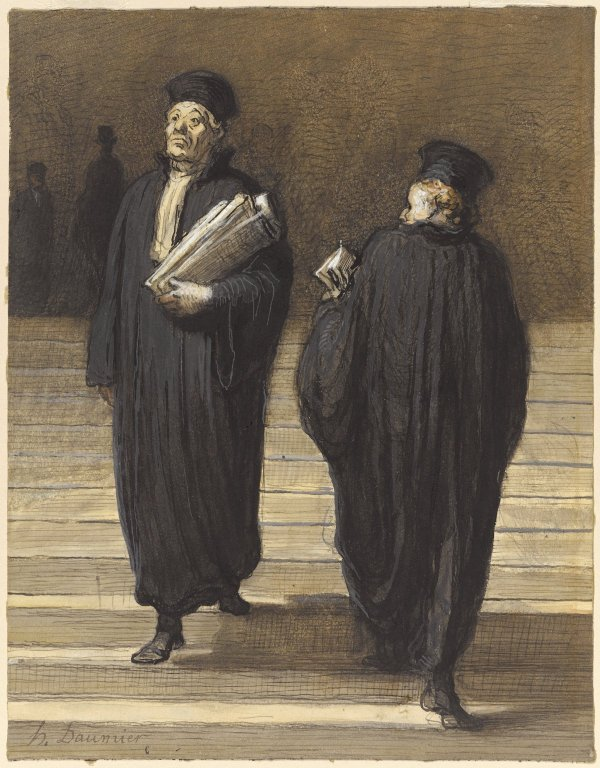
Оноре Домьє, Два адвокати, бл. 1865-1870
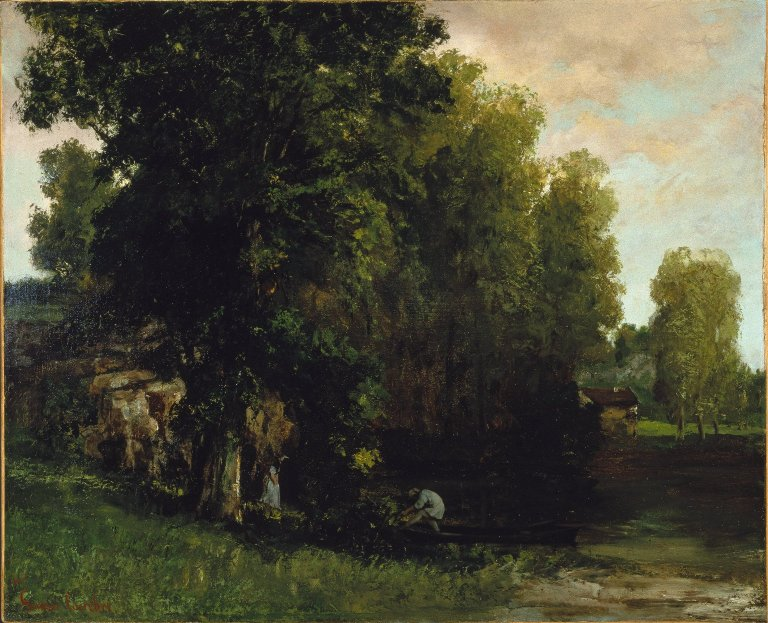
Гюстав Курбе, Край басейну, 1867
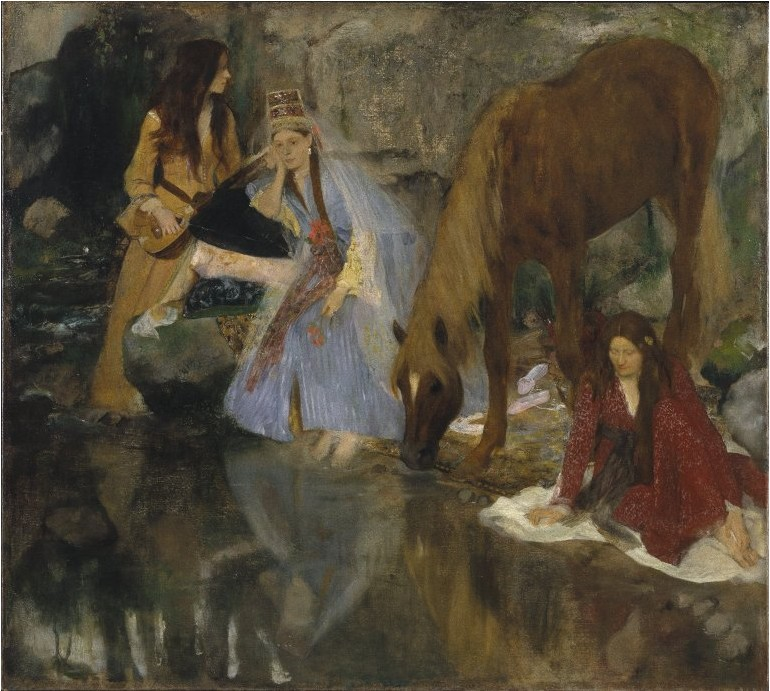
Едгар Дега, Портрет мадмуазель Ежені Фіокр, 1867-1868
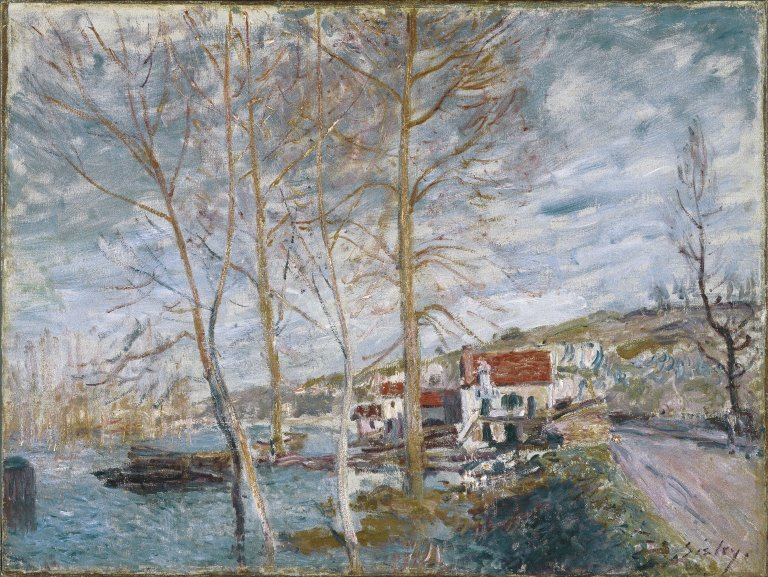
Альфред Сіслей, Повінь в селі Море, 1879
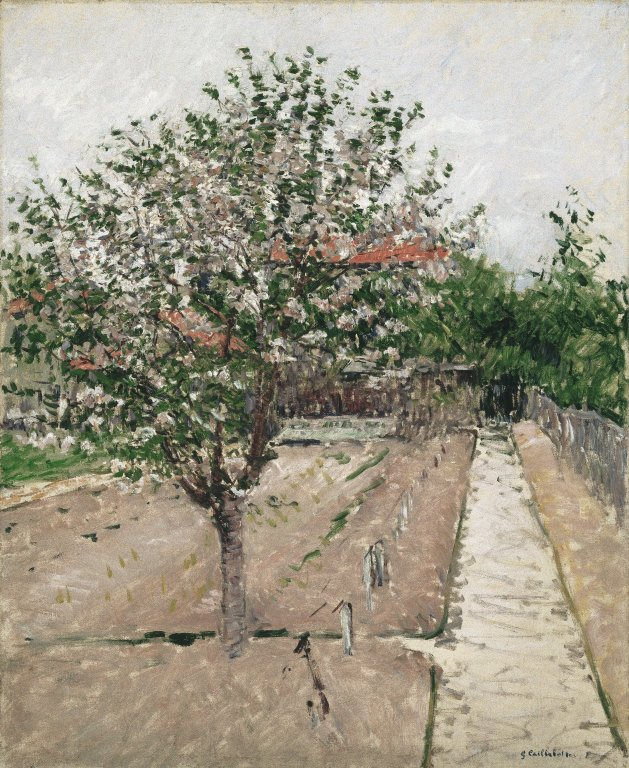
Гюстав Кайботт, Квітучі яблуні, бл. 1885
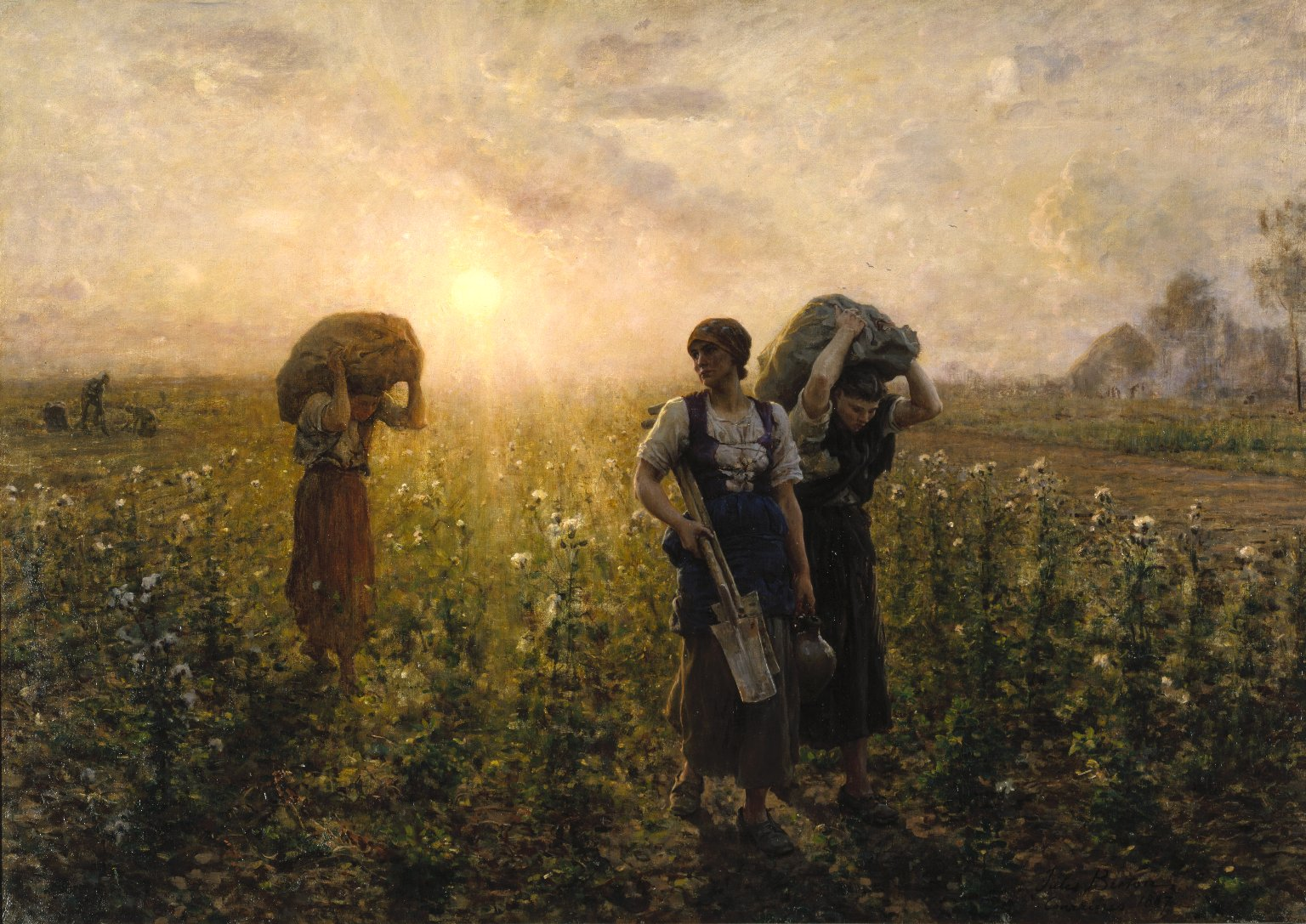
Жуль Бретон, Кінець робочого дня, бл. 1886-1887
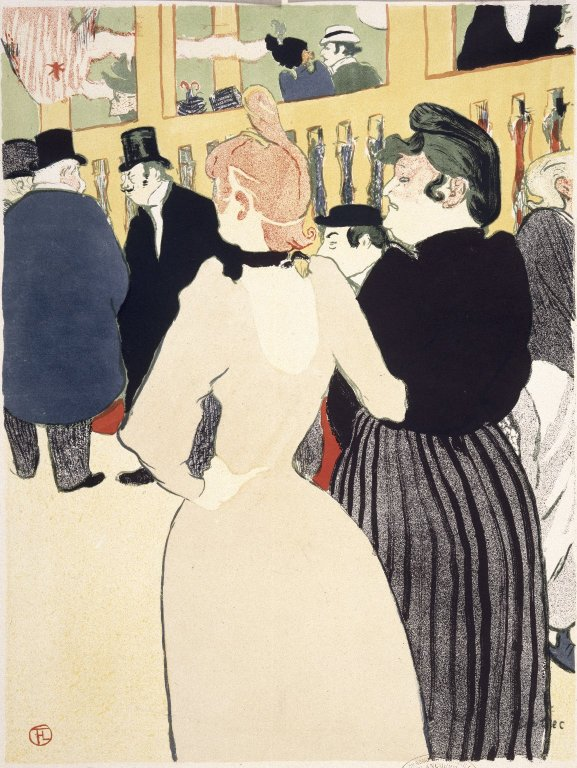
Анрі де Тулуз-Лотрек, Мулен-Руж, 1892
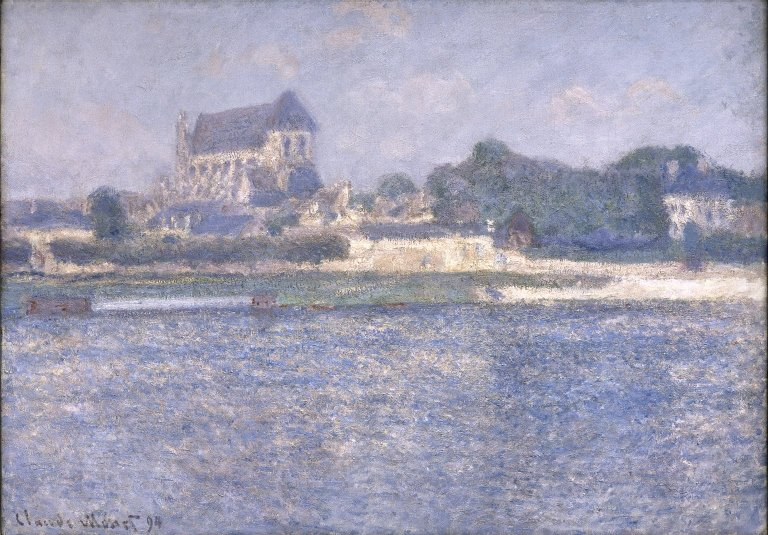
Клод Моне, Церква у Верноні, 1894
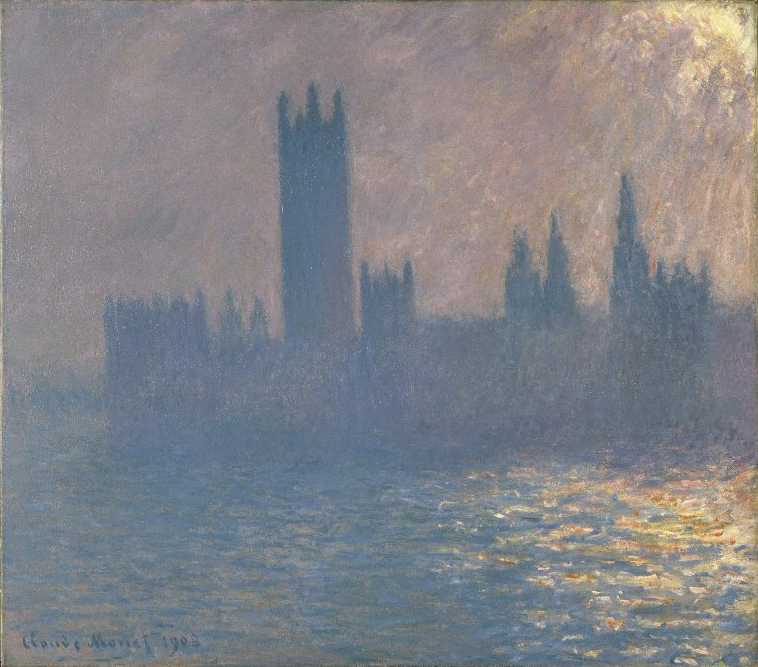
Клод Моне, Ефект сонця на будинку Парламенту, 1903
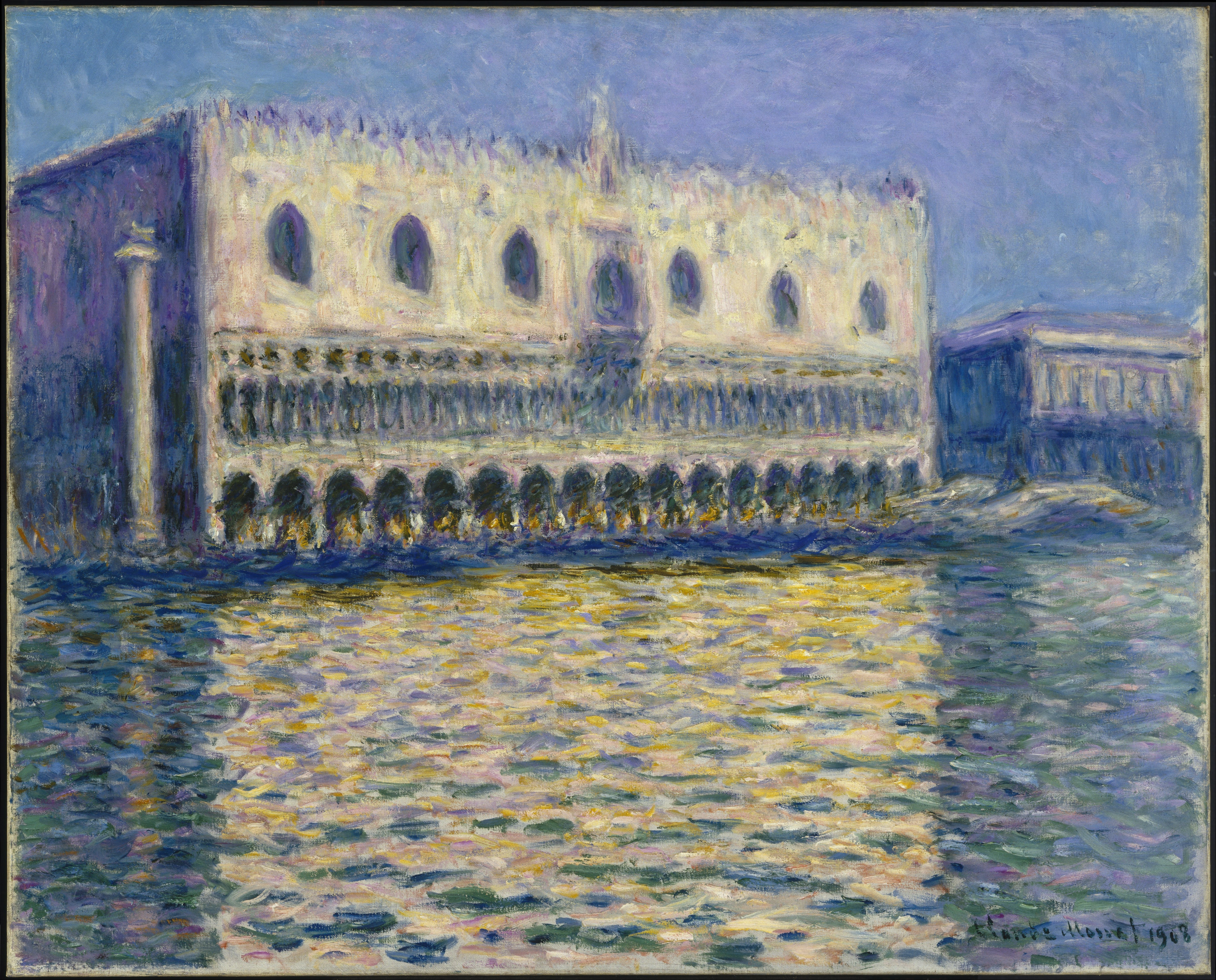
Клод Моне, Палац дожів, 1908
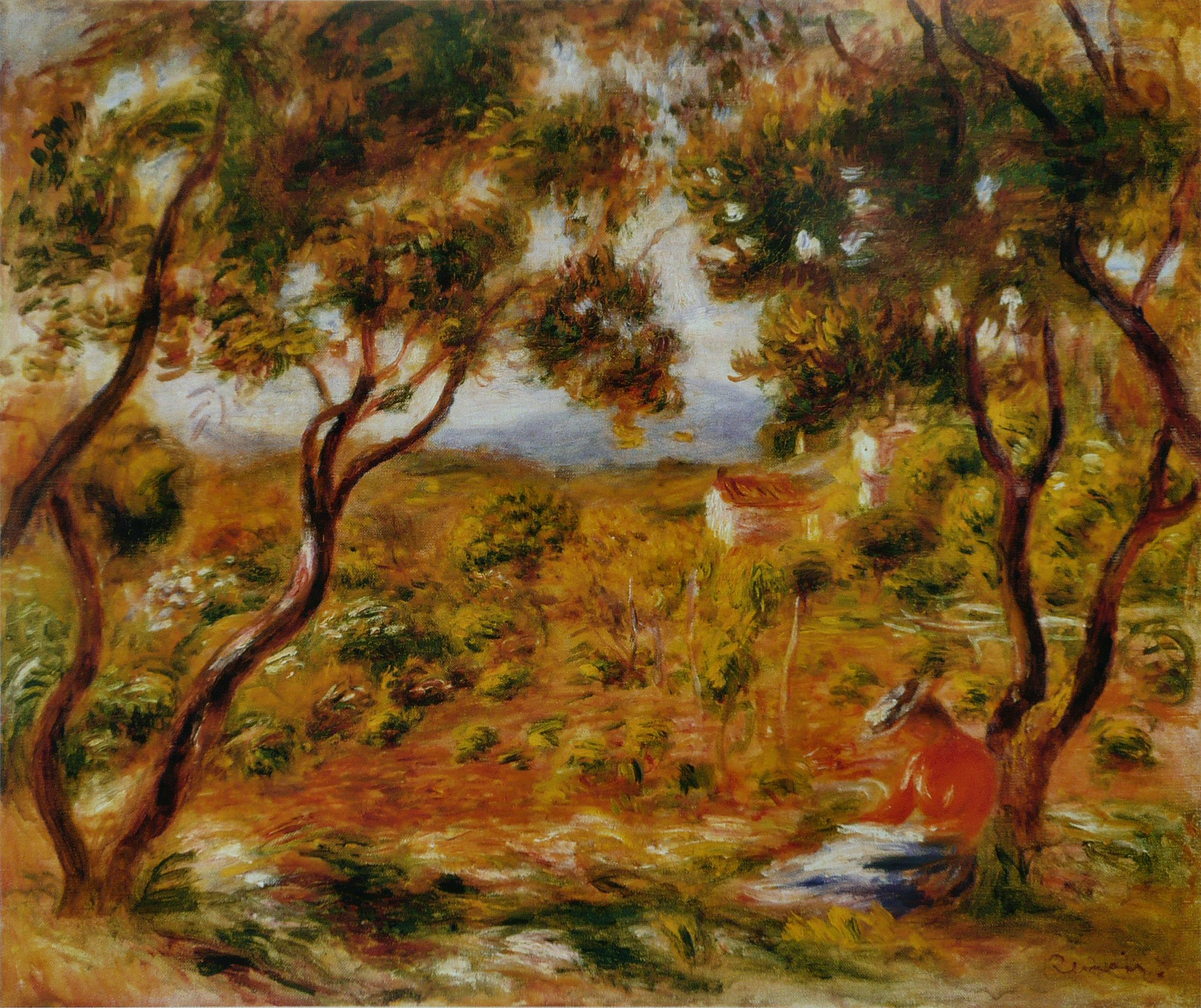
П'єр Огюст Ренуар, Канські виноградники, 1908

## Вибрані твори митців інших країн

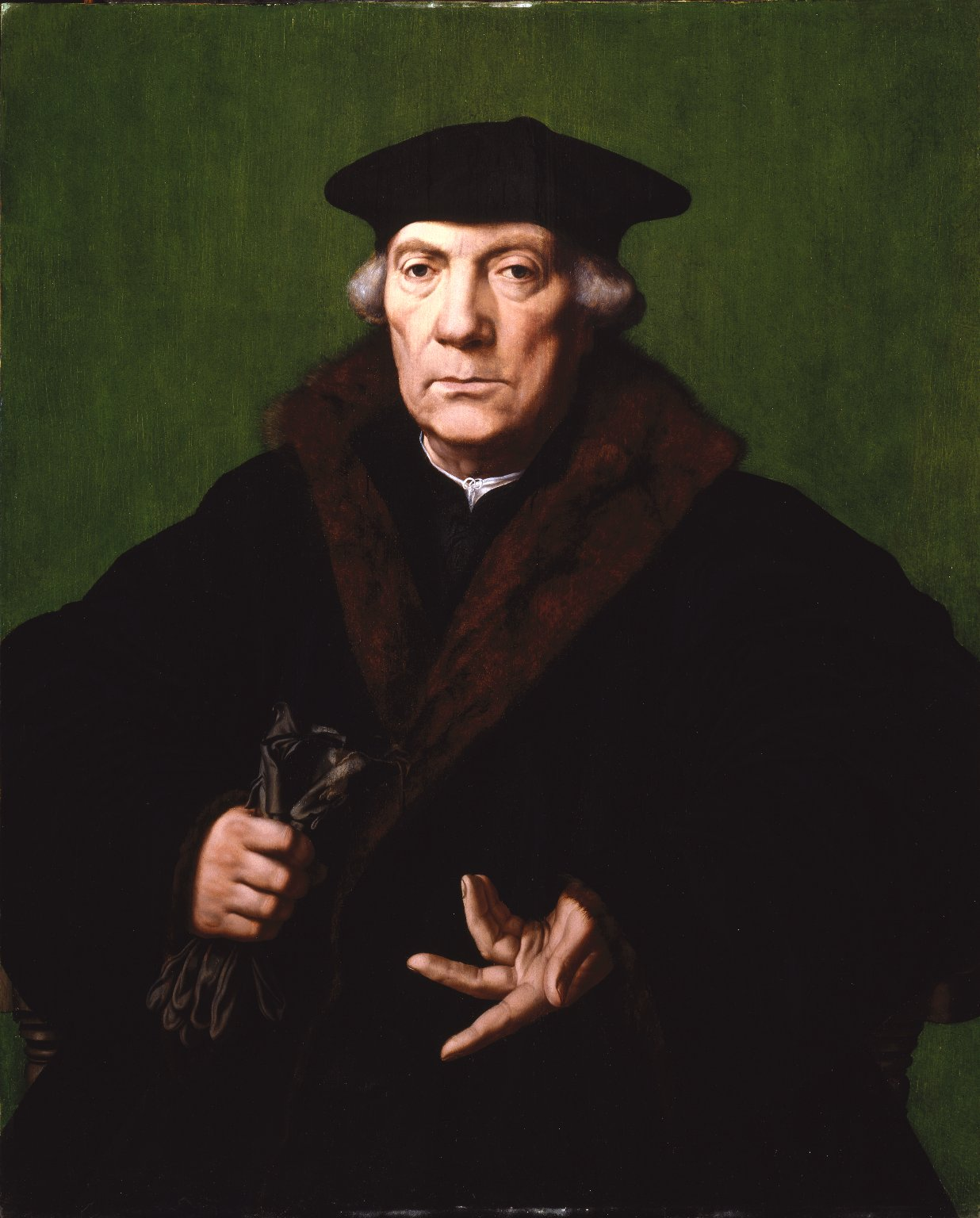
Ян Корнеліс Вермеєн. «Жан де Каронделе», бл. 1530 р.
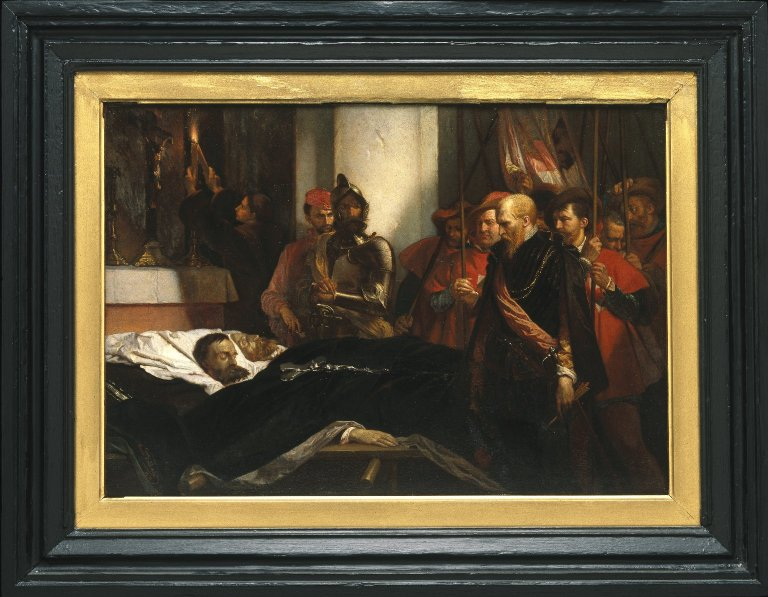
Луї Галле (художник). «Прощання з убитими іспанцями графами Ламоралем Егмонтом та Горном, Філіпом де Монморансі», 1851
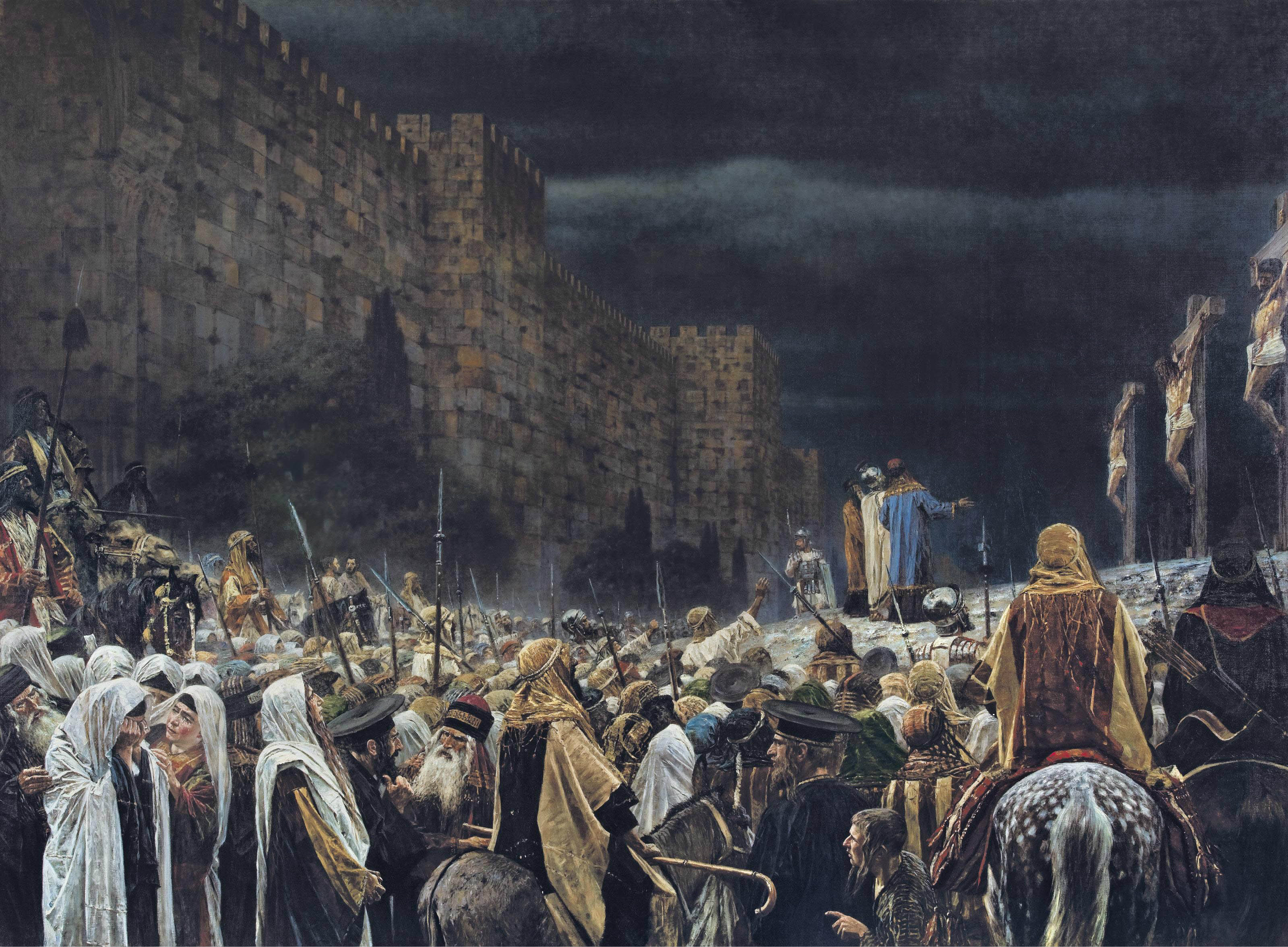
Верещагін Василь Васильович. «Страта на хресті в Римській імперії», 1887 р.
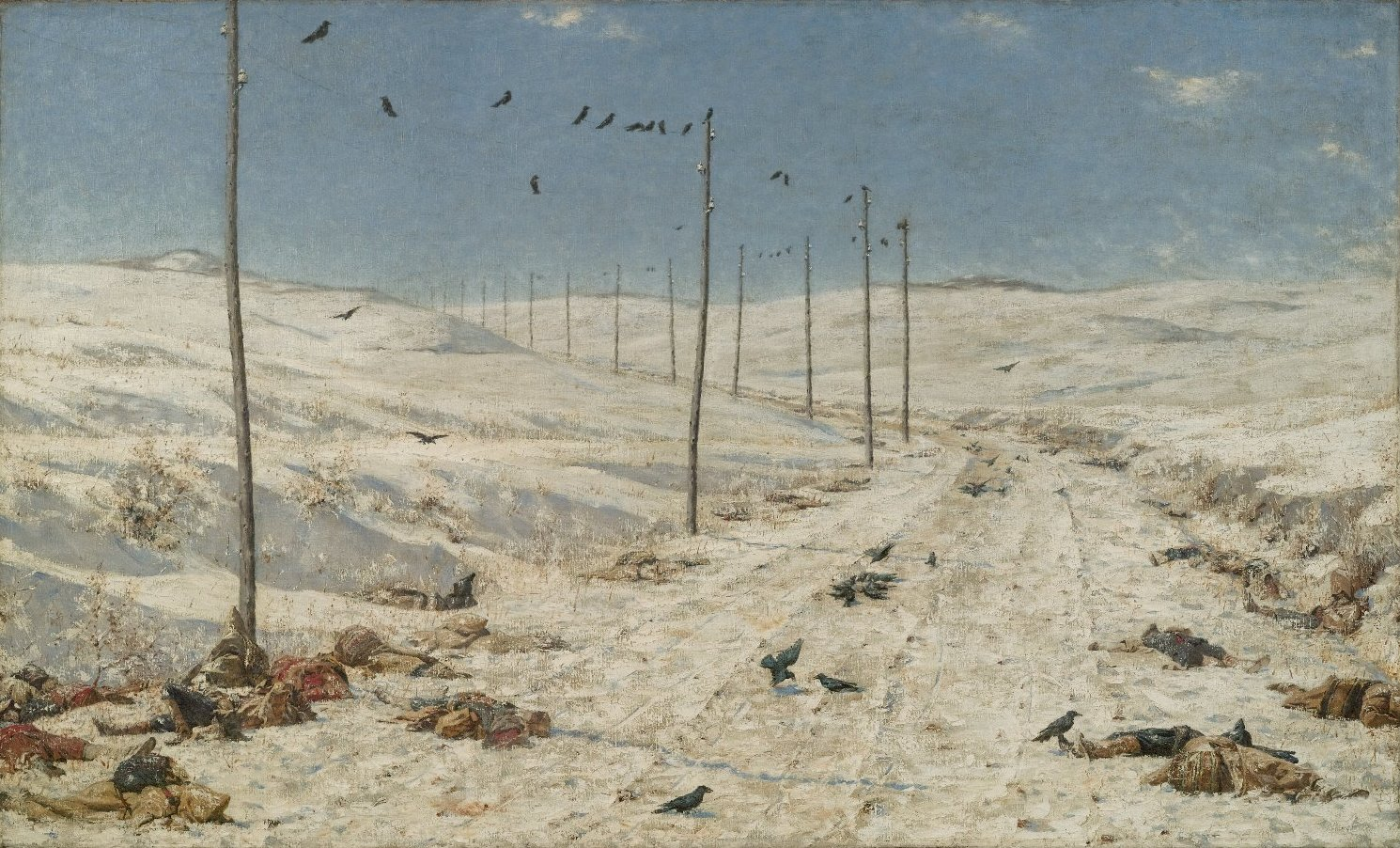
Верещагін Василь Васильович. «Шлях військовополонених», 1879, Бруклінський музей